# Francja
Francja (fr. France, IPA: [fʁɑ̃s]), Republika Francuska (fr. République française [ʁe.py.blik fʁɑ̃.sɛz]) – państwo, którego część metropolitalna znajduje się w Europie Zachodniej oraz częściowo w Europie Południowej (Oksytania, Korsyka), posiadające także terytoria na innych kontynentach. Francja metropolitalna rozciąga się od Morza Śródziemnego na południu do kanału La Manche i Morza Północnego na północy, oraz od Renu na wschodzie do Oceanu Atlantyckiego na zachodzie. Francuzi często nazywają swój kraj l’Hexagone (sześciokąt) – pochodzi to od kształtu Francji metropolitalnej.
Francja graniczy z Belgią, Luksemburgiem, Niemcami, Szwajcarią, Włochami, Monako, Andorą i Hiszpanią. Terytoria zamorskie graniczą również z Brazylią, Surinamem i Holandią. Kraj jest połączony z Wielką Brytanią przez Eurotunel przebiegający pod kanałem La Manche.
Republika Francuska jest unitarnym państwem demokratycznym, w którym ważną rolę odgrywa prezydent. Jest również piątym spośród najlepiej rozwiniętych krajów świata i dziewiątym w rankingu warunków życia. Najważniejsze ideały Francji sformułowane zostały w Deklaracji Praw Człowieka i Obywatela i w występującym na drukach urzędowych i monetach haśle rewolucji francuskiej liberté, égalité, fraternité („wolność, równość, braterstwo”). Kraj należy do grona założycieli Unii Europejskiej. Ma największą powierzchnię spośród państw Wspólnoty. Francja jest także członkiem założycielem Organizacji Narodów Zjednoczonych oraz wchodzi w skład m.in. Frankofonii, G7 oraz Unii Łacińskiej. Jest stałym członkiem Rady Bezpieczeństwa ONZ, w której posiada prawo weta, a także grupy G20.
Francja ze względu na swoją liczbę ludności, potencjał gospodarczy, pozycję w Europie, wpływy w dawnych koloniach, silną armię (czwarty po Rosji, USA i ChRL arsenał nuklearny), uchodzi za jedno z najpotężniejszych państw świata.

## Pochodzenie nazwy kraju
Nazwa „Francja” pochodzi od germańskiego plemienia Franków, które zajmowało region po upadku Cesarstwa Zachodniorzymskiego. Region Île-de-France, w którym leży Paryż, jest kolebką państwa francuskiego.

## Geografia
Francja jest krajem leżącym w większości w Europie Zachodniej, jednak posiadającym terytoria zależne i departamenty zamorskie na innych kontynentach. Powierzchnia metropolitarnej części Francji to 551,5 tys. km², wskutek czego zajmuje czterdzieste ósme miejsce na świecie pod względem wielkości powierzchni, natomiast powierzchnia wraz z terytoriami zależnymi i departamentami zamorskimi wynosi 643 801 km².

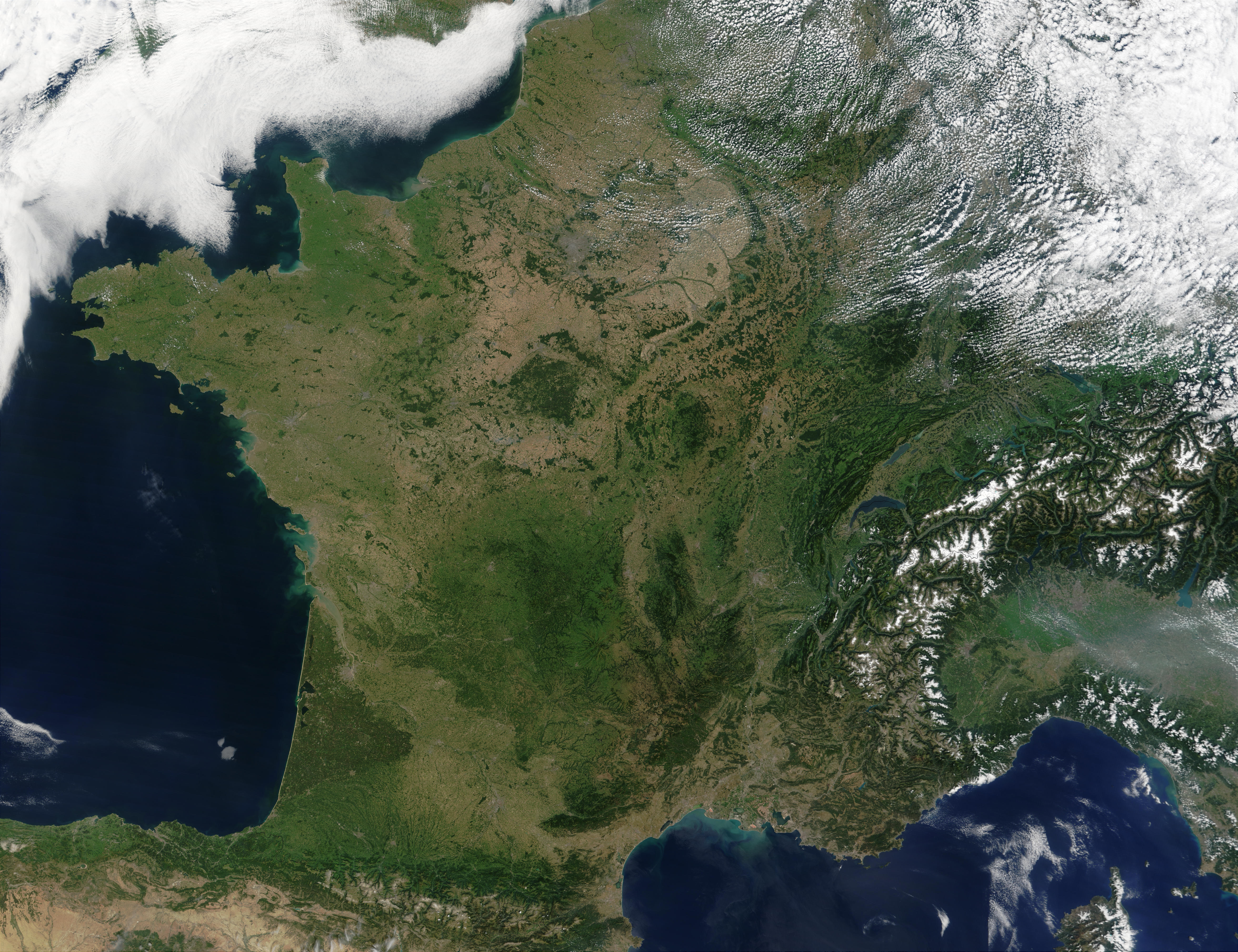
Francja widziana z kosmosu

Całkowita granica lądowa Francji to 2 892,4 km, w tym:
- Granice Francji metropolitalnej z:
  - Andorą – 56,6 km,
  - Belgią – 620 km,
  - Hiszpanią – 623 km,
  - Luksemburgiem – 73 km,
  - Monako – 4,4 km,
  - Niemcami – 451 km,
  - Szwajcarią – 573 km,
  - Włochami – 488 km.
- Granice terytoriów zależnych i departamentów zamorskich z:
  - Brazylią – 673 km,
  - Surinamem – 510 km,
  - Sint Maarten (Holandią) – 10,2 km

### Akweny otaczające Francję

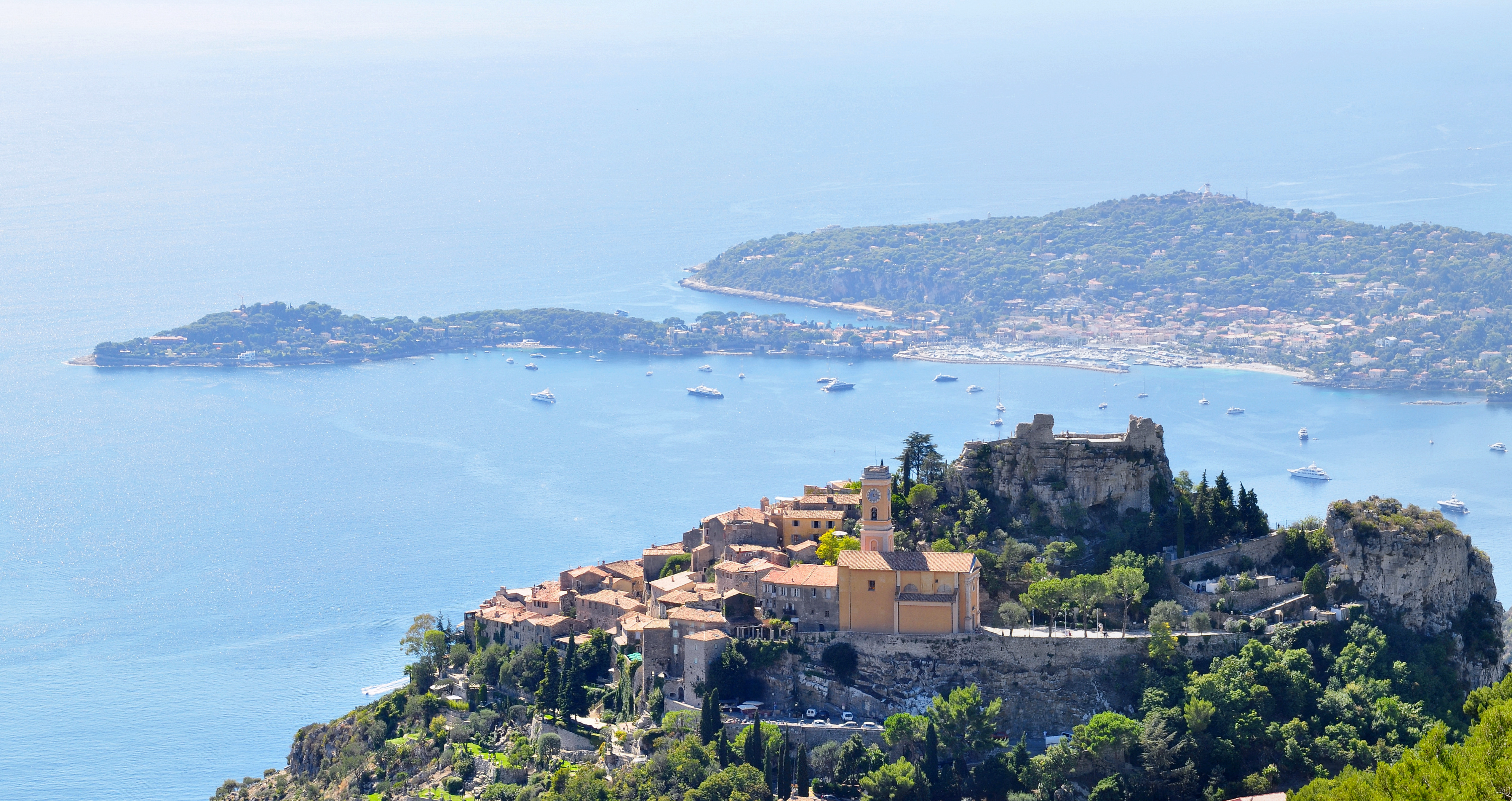
Lazurowe Wybrzeże

Francję oblewają następujące morza i oceany: od północy Morze Północne, od północnego zachodu kanał La Manche, od zachodu Ocean Atlantycki i Zatoka Biskajska oraz od południa Morze Śródziemne (z którego na wybrzeżu Francji wyróżnia się także Zatokę Lwią i Morze Liguryjskie). Największą francuską wyspę – Korsykę, oblewa także Morze Tyrreńskie. Terytoria zamorskie położone są nad oceanami: Atlantyckim, Indyjskim, Południowym i Spokojnym oraz nad Morzem Karaibskim. Całkowita długość wybrzeża wynosi 3427 km, z którego wyróżnia się inne wybrzeża o własnych nazwach: Wybrzeże Lazurowe (Riwiera Francuska), Côte d'Améthyste, Côte d’Argent, Côte de Jade, Côte d’Amour, Côte Sauvage, Côte d'Emeraude, Côte d'Albâtre.

### Ukształtowanie powierzchni

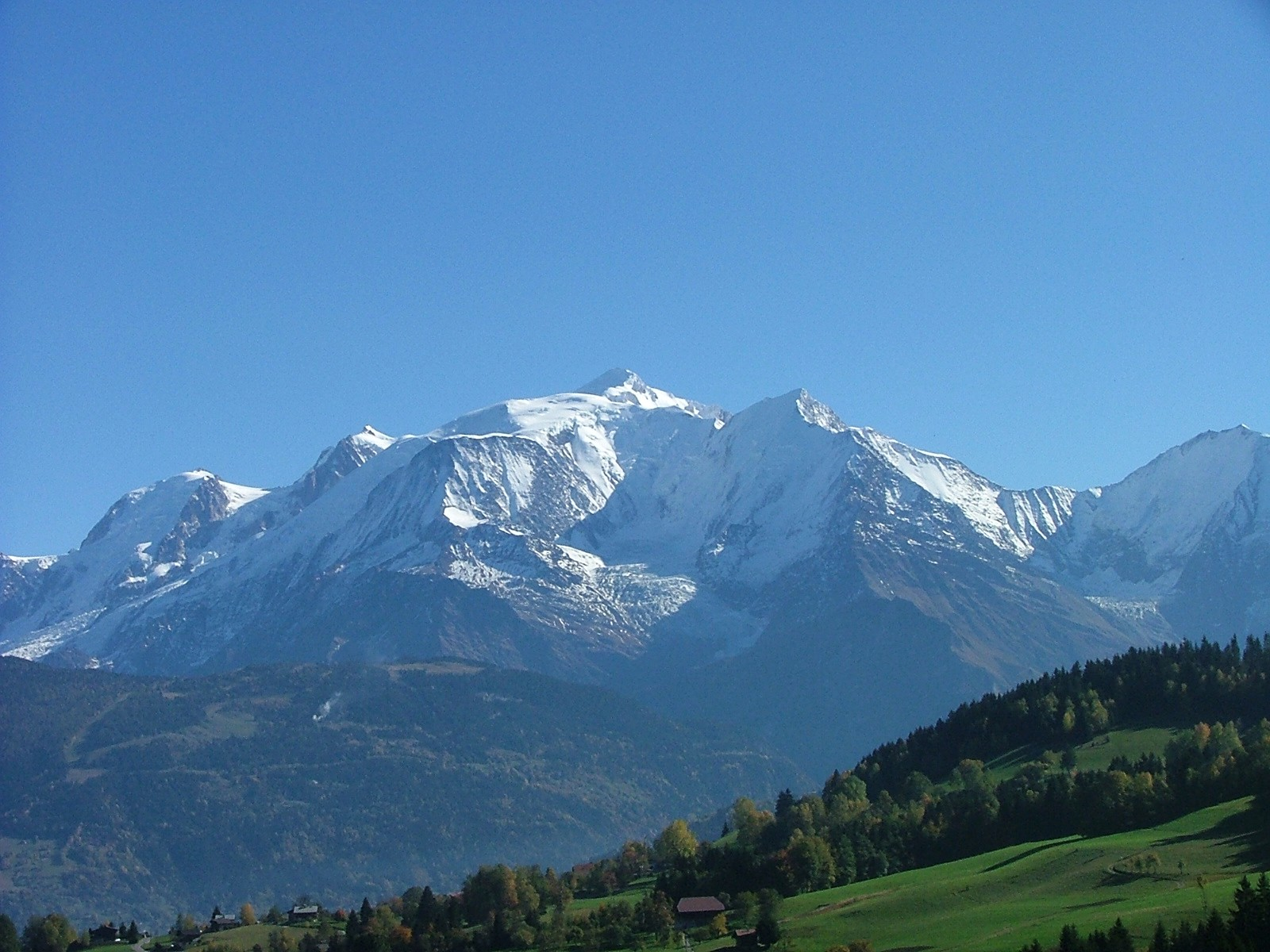
Mont Blanc

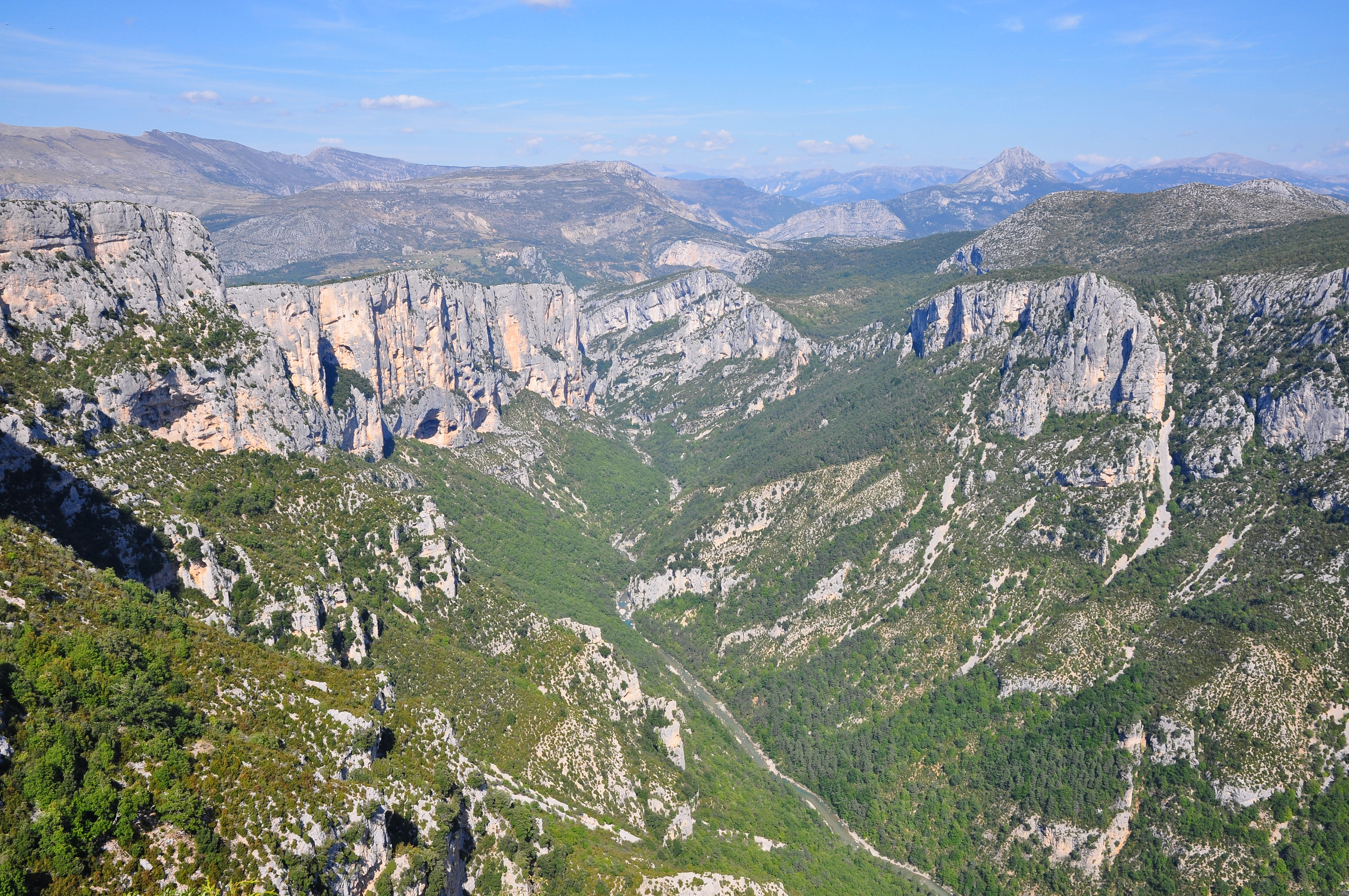
Przełom Verdon

Francja jest w większości krajem nizinnym – ponad połowa jej powierzchni leży na wysokości poniżej 200 m n.p.m. Głównymi obszarami nizinnymi są: na północnym wschodzie Nizina Flandryjska z licznymi bagnami będąca częścią Niziny Środkowoeuropejskiej, na północy równinny Basen Paryski i Basen Akwitański na południowym zachodzie. Na północnym zachodzie, na obszarze Bretanii i Normandii, rozciąga się stary Masyw Armorykański z wysokościami do 417 m n.p.m., wykształcony w orogenezie hercyńskiej. W południowo-środkowej części położony jest Masyw Centralny, wykształcony również w orogenezie hercyńskiej, o wyżynno-górzystej rzeźbie terenu, podzielony na mniejsze masywy zrębowe i kotliny. Charakterystyczną cechą tego pasma jest występowanie wielu stożków wygasłych wulkanów. Najwyższy z nich to Puy de Sancy (1885 m n.p.m.). Masyw Centralny opada stromo do doliny Rodanu oraz łagodnie, przez wyżynę Limousin, do Basenu Akwitańskiego. Hercyńskimi przedłużeniami Masywu Centralnego są: na północnym wschodzie Ardeny, a na wschodzie Wogezy. Wzdłuż granicy z Włochami, Szwajcarią, Hiszpanią i Andorą wznoszą się stosunkowo młode góry fałdowe: na południowym wschodzie Alpy z najwyższym szczytem Francji i jednocześnie całej Europy – Mont Blanc (4807 m n.p.m.) oraz zbudowane z fliszu Prealpy, a także wapienne góry Jura będące północnym przedłużeniem Alp (najwyższy punkt: Crêt de la Neige – 1723 m n.p.m.), z kolei na południowym zachodzie Pireneje z najwyższym szczytem na terenie Francji – Vignemale (3298 m n.p.m.).
- Najwyższy punkt: Mont Blanc 4807 m n.p.m.
- Najniższy punkt: delta Rodanu 2 m p.p.m.
- Język urzędowy: francuski
- Inne języki w użyciu: niemiecki, włoski, bretoński, baskijski, kataloński, niderlandzki, polski, arabski, berberyjski, romski oraz afrykańskie itd.

## Klimat
Na północy kraju wilgotny klimat umiarkowany (chłodne lata, dość ciepłe zimy). Wiosna to najlepsza pora na zwiedzanie Paryża, trzeba być jednak przygotowanym na deszcze. Jesienią ranki bywają raczej zimne i nieprzyjemne, ale przed południem się wypogadza.
Na południu lata są suche, a temperatura często przekracza 30 °C. Sporadycznie występują silne burze i grad. Zimy są łagodne (temperatury na wybrzeżu Morza Śródziemnego rzadko spadają poniżej 10 °C) i często deszczowe. Jeszcze więcej opadów można się spodziewać wiosną.
Wiele obszarów Francji ma odrębny mikroklimat. Utrapieniem Południa stał się porywisty, chłodny mistral. Wiatr ten wieje głównie zimą i wiosną, przynosząc słoneczną pogodę i jasne, bezchmurne niebo.

## Historia
Granice współczesnej Francji pokrywają się mniej więcej z granicami starożytnej Galii, która była zamieszkana przez celtyckich Galów. Galowie zostali podbici przez Rzymian w I wieku p.n.e. Ostatecznie Galowie przejęli kulturę oraz mowę najeźdźców. Podobnie było z chrześcijaństwem, które zostało przyjęte na tych terenach w II wieku n.e. i III wieku n.e.
W IV wieku n.e. germańskie plemiona, głównie Frankowie (od których to pochodzi starożytna nazwa „Francie”), przekroczyły Ren i zajęły Galię. Współczesna nazwa „France” pochodzi od nazwy feudalnych dóbr królów Francji z dynastii Kapetyngów wokół Paryża. Jako samodzielne państwo Francja istnieje od 843 wraz z podziałem imperium karolińskiego na części wschodnią, centralną i zachodnią. Zachodnia część w przybliżeniu odpowiadała terytorium współczesnej Francji.

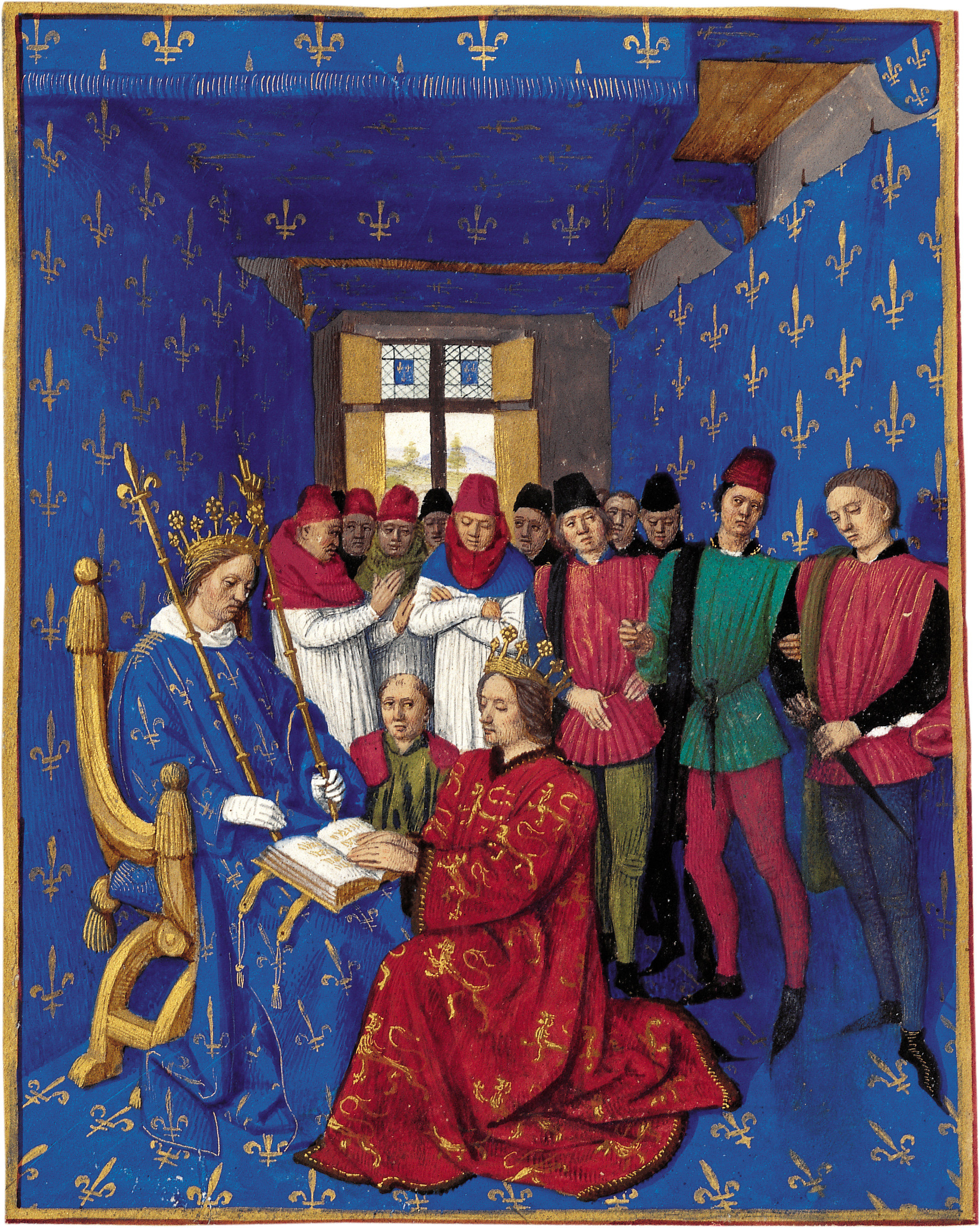
Król Anglii Edward I składa hołd, jako książę Akwitanii, królowi Francji Filipowi Pięknemu

Potomkowie Karola Wielkiego rządzili we Francji aż do 20 sierpnia 987, kiedy to Hugo Kapet został koronowany na króla Francji. Jego potomkowie z dynastii Kapetyngów, Walezjuszów oraz Burbonów stopniowo zjednoczyli kraj w wyniku serii wojen oraz dynastycznego dziedziczenia tronu. Od czasów Filipa II Augusta państwo nazywane jest oficjalnie Francją (dotychczas znane jako Królestwo Franków). Szczyt rozwoju monarchia francuska osiągnęła w XVII wieku pod rządami Ludwika XIV. W tym czasie Francja miała ogromny wpływ na europejską politykę, gospodarkę i kulturę, stając się wówczas najludniejszym krajem w Europie.
W tym samym czasie Burbonowie zajęli miejsce Habsburgów w Hiszpanii w następstwie wojny hiszpańskiej.

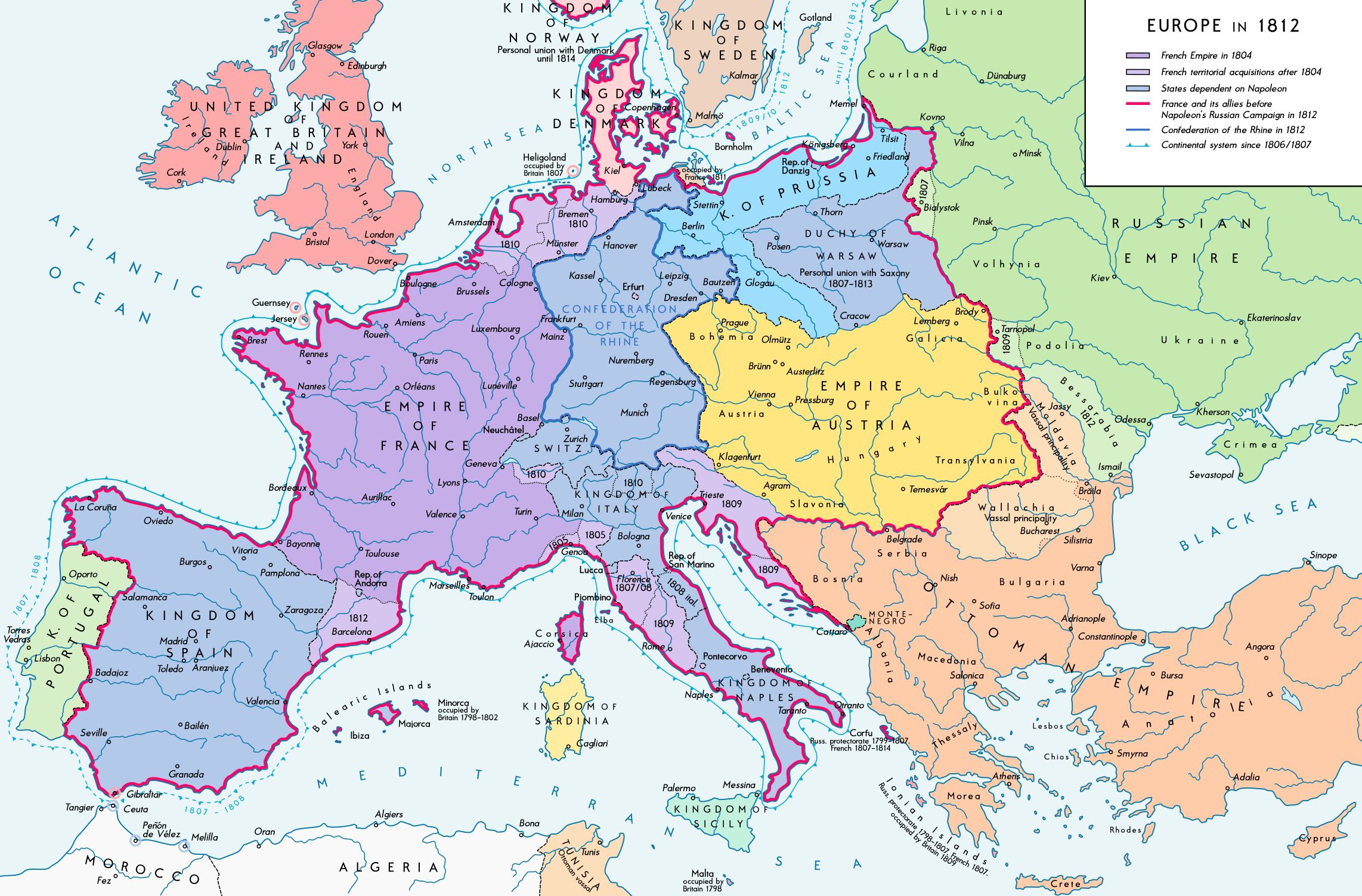
I Cesarstwo Francuskie w 1812

Francja była monarchią do 1792, kiedy to w wyniku rewolucji francuskiej została utworzona I Republika Francuska. Napoleon Bonaparte przejął kontrolę w republice w 1799 przyjmując tytuł I Konsula. W maju 1804 roku Francja została proklamowana cesarstwem. W wyniku kilku wojen jego armie podbiły wiele krajów, ustanawiając w nich władców wywodzących się z rodziny Bonaparte. W następstwie upadku Napoleona w 1815 we Francji została przywrócona monarchia. W 1830 w wyniku tzw. rewolucji lipcowej powstała konstytucyjna Monarchia Lipcowa, zastąpiona w 1848 przez II Republikę. Krótki okres tej formy rządów zakończył się w 1852, kiedy to Ludwik Napoleon (Napoleon III) ogłosił powstanie II cesarstwa. Ludwik Napoleon został obalony w wyniku wojny francusko-pruskiej w 1870 i cesarstwo zostało zastąpione przez III republikę.
W XX w. zaznaczał się powolny schyłek imperialnej pozycji Francji. W I wojnie światowej Francja była jeszcze aktywnym i znaczącym elementem koalicji zwycięzców. Dekretem 11 marca 1922 papież Pius XI ustanowił patronki Francji: Najświętszą Marię Pannę Wniebowziętą jako pierwszorzędną, a św. Joannę d’Arc jako drugorzędną. II wojna światowa jednak okazała się militarną klęską. Zajęcie i okupowanie kraju przez wojska niemieckie, kolaboracja z Niemcami były początkami zmierzchu roli Francji w świecie, chociaż nadal Francja zachowuje znaczącą pozycję w Europie. Bardzo niekorzystnie odbiło się to również na francuskiej gospodarce, liczebności populacji oraz w efekcie przyczyniło się do straty pozycji państwa dominującego w świecie. IV Republika została ustanowiona po II wojnie światowej, aby ostatecznie w 1958 ulec przekształceniu w obecną półprezydencką V Republikę.

## Demografia

### Statystyki demograficzne

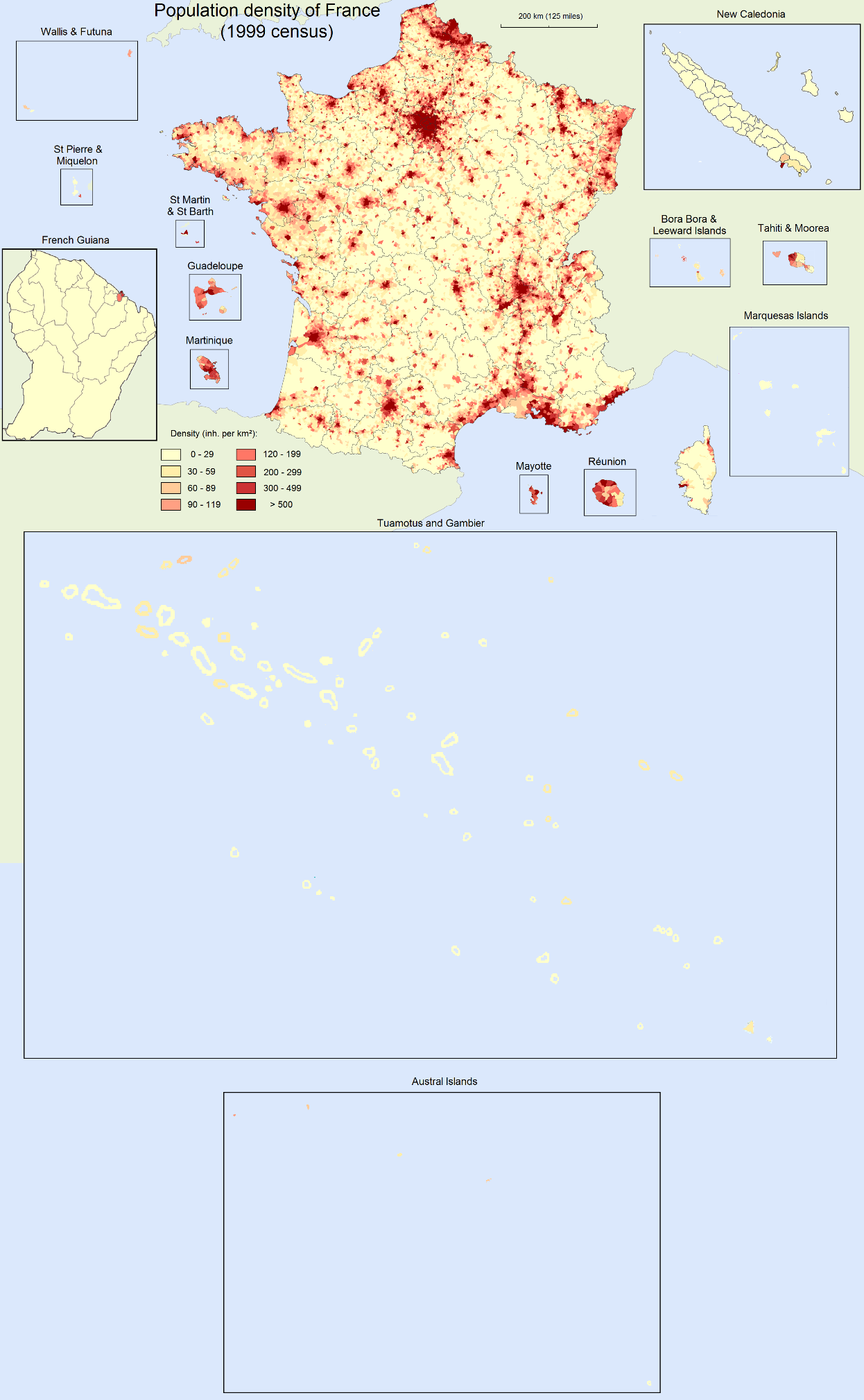
Gęstość zaludnienia (na 1999 rok)

| 2007                              |                                 |
| Liczba ludności                   | 63 713 926                      |
| Ludność według wieku              |                                 |
| 0 – 14 lat                        | 18,6%                           |
| 15 – 64 lat                       | 65,2%                           |
| ponad 64 lata                     | 16,2%                           |
| Wiek (mediana)                    |                                 |
| W całej populacji                 | 39 lat                          |
| Mężczyzn                          | 37,5 lat                        |
| Kobiet                            | 40,4 lat                        |
| Przyrost rzeczywisty              | 0,436%                          |
| Współczynnik urodzeń              | 12,91 urodzeń/1000 mieszkańców  |
| Współczynnik zgonów               | 8,55 zgonów/1000 mieszkańców    |
| Współczynnik migracji             | 1,52 migrantów/1000 mieszkańców |
| Ludność według płci               |                                 |
| przy narodzeniu                   | 1,05 mężczyzn/kobiet            |
| poniżej 15 lat                    | 1,05 mężczyzn/kobiet            |
| 15 – 64 lat                       | 1 mężczyzn/kobiet               |
| powyżej 64 lat                    | 0,69 mężczyzn/kobiet            |
| Umieralność noworodków            |                                 |
| W całej populacji                 | 3,41 śmiertelnych/1000 żywych   |
| płci męskiej                      | 3,76 śmiertelnych               |
| płci żeńskiej                     | 3,04 śmiertelnych/1000 żywych   |
| Oczekiwana długość życia          |                                 |
| W całej populacji                 | 80,59 lat                       |
| Mężczyzn                          | 77,35 lat                       |
| Kobiet                            | 84 lat                          |
| Rozrodczość                       | 2,01(2010) urodzeń/kobietę      |
| Współczynnik dorosłych z HIV/AIDS | 0,4% (2007)                     |
| Liczba osób zakażonych HIV/AIDS   | 120 000                         |
| Liczba zmarłych na HIV/AIDS       | 34 873 (grudzień 2006)          |

### Struktura etniczna
| Grupa etniczna        | Język                                            | Liczebność w tys. | Procent ludności |
| --------------------- | ------------------------------------------------ | ----------------- | ---------------- |
| Francuzi              | Język francuski                                  | 45 979            | 70,88%           |
| Alpine Provencal      | Język francuski                                  | 2947              | 4,54%            |
| Langwedocjanie        | Język francuski                                  | 2559              | 3,94%            |
| Alzatczycy            | Język niemiecki                                  | 1607              | 2,48%            |
| Owernijczycy          | Język francuski                                  | 1417              | 2,18%            |
| Kabylowie             | Język kabylski                                   | 712               | 1,1%             |
| Niemcy                | Język niemiecki                                  | 647               | 1,0%             |
| Portugalczycy         | Język portugalski                                | 516               | 0,8%             |
| Arabowie (Algieria)   | Język arabski                                    | 476               | 0,73%            |
| Ormianie              | Język ormiański                                  | 474               | 0,73%            |
| Żydzi francuscy       | Język francuski                                  | 462               | 0,71%            |
| Gaskończycy           | Język oksytański                                 | 453               | 0,7%             |
| Arabowie (Maroko)     | Język arabski                                    | 442               | 0,68%            |
| Wietnamczycy          | Język wietnamski                                 | 324               | 0,5%             |
| Hindusi               | Język hindi                                      | 274               | 0,42%            |
| Arabowie (Syryjczycy) | Dialekty syryjsko-palestyńskie języka arabskiego | 259               | 0,4%             |
| Bretończycy           | Język bretoński                                  | 234               | 0,36%            |
| Turcy                 | Język turecki                                    | 221               | 0,34%            |
| Shawija (Berberowie)  | Język shawija                                    | 194               | 0,3%             |
| Włosi                 | Język włoski                                     | 177               | 0,27%            |
| Francuscy Romowie     | Język francuski                                  | 168               | 0,26%            |

### Urbanizacja
9% terytorium Francji jest zurbanizowane, 52% wykorzystywane rolniczo, na pozostałych 39% dominują krajobrazy naturalne. Corocznie 82 tys. hektarów zmienia przeznaczenie z użytku rolniczego pod zabudowę miejską. W ciągu 50 lat (między 1960 i 2010) grunty rolnicze zmniejszyły się o 20% z 36 mln ha do 28 mln ha.

### Miasta

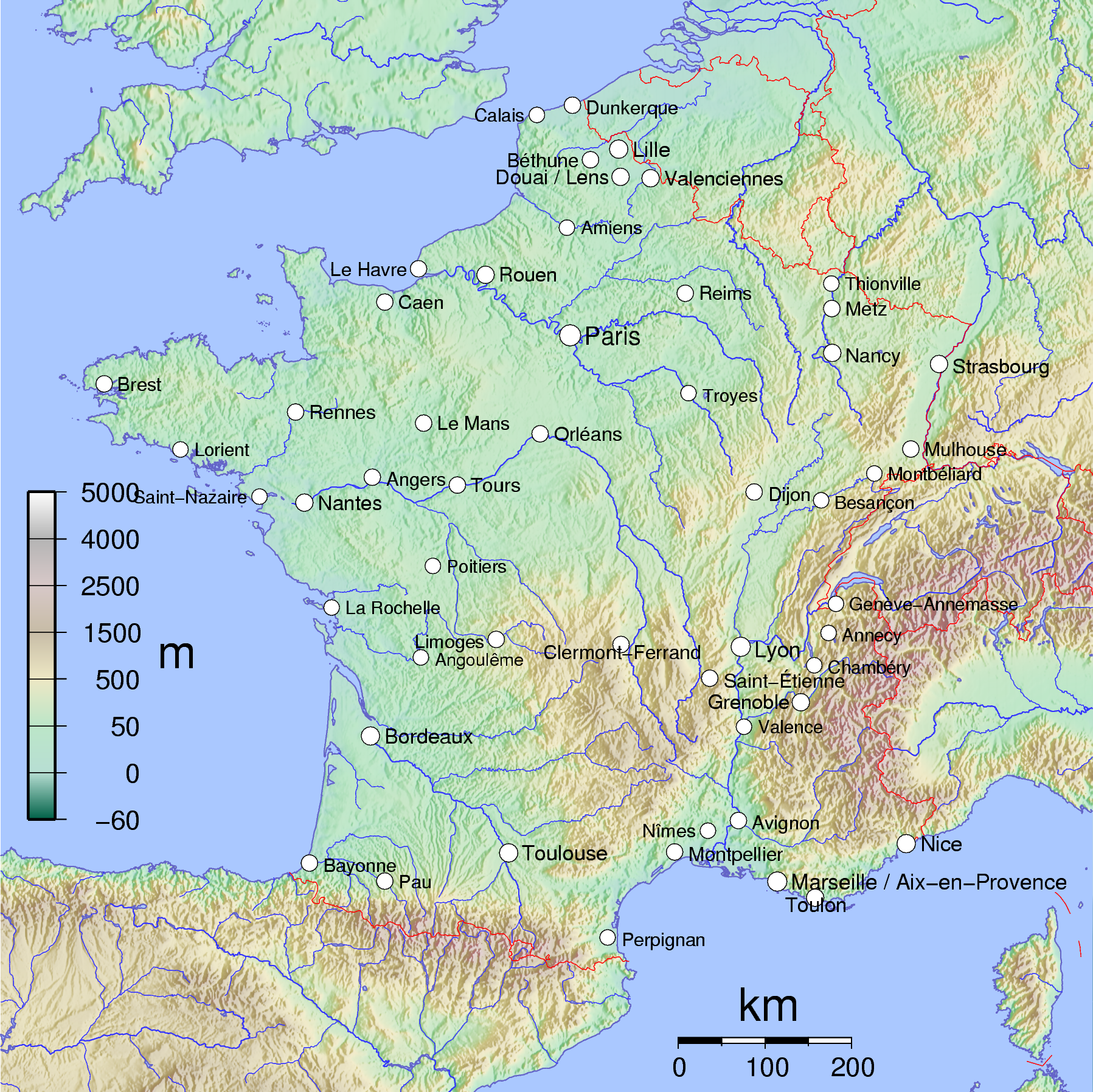
Miasta we Francji

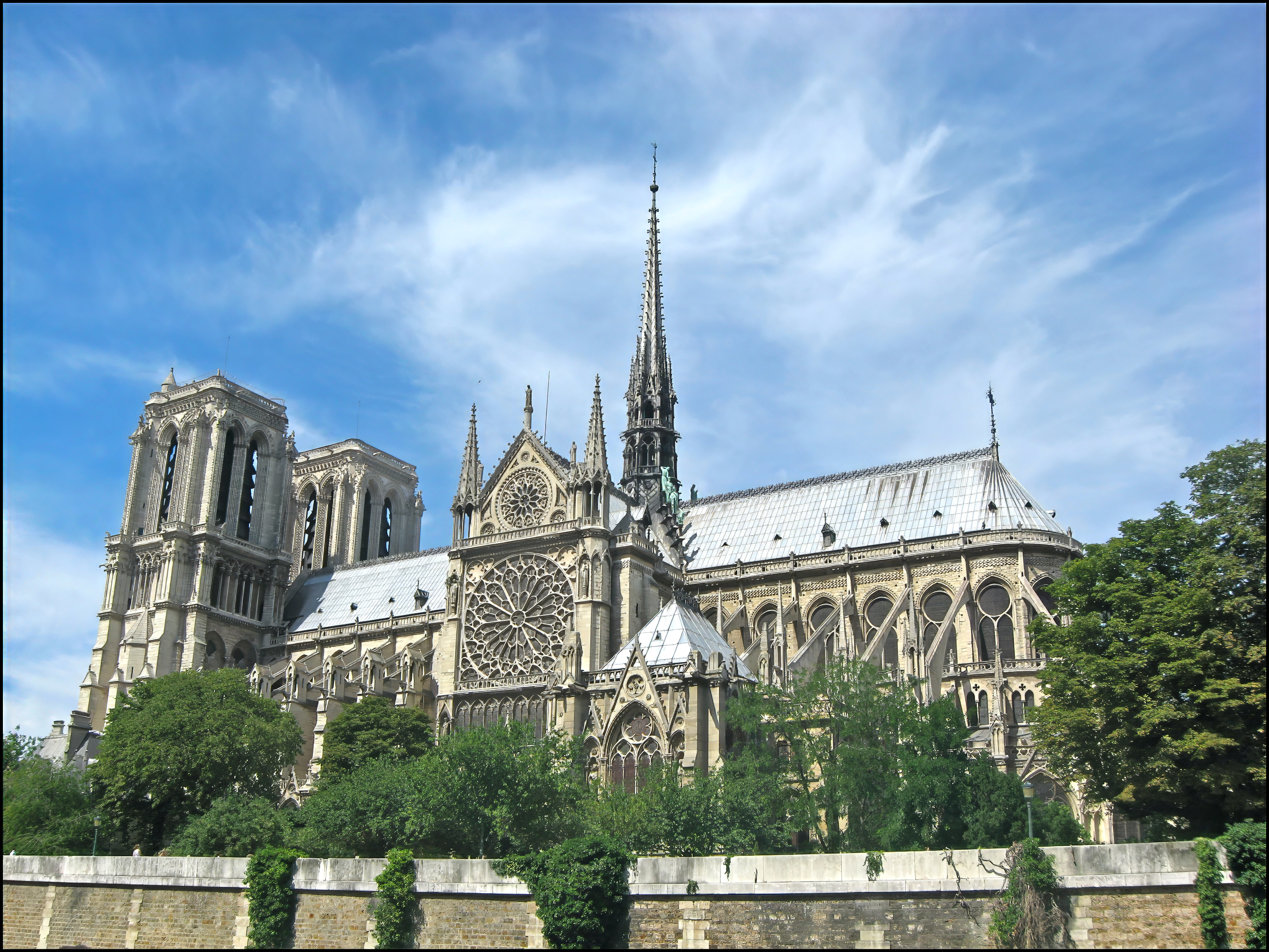
Paryż

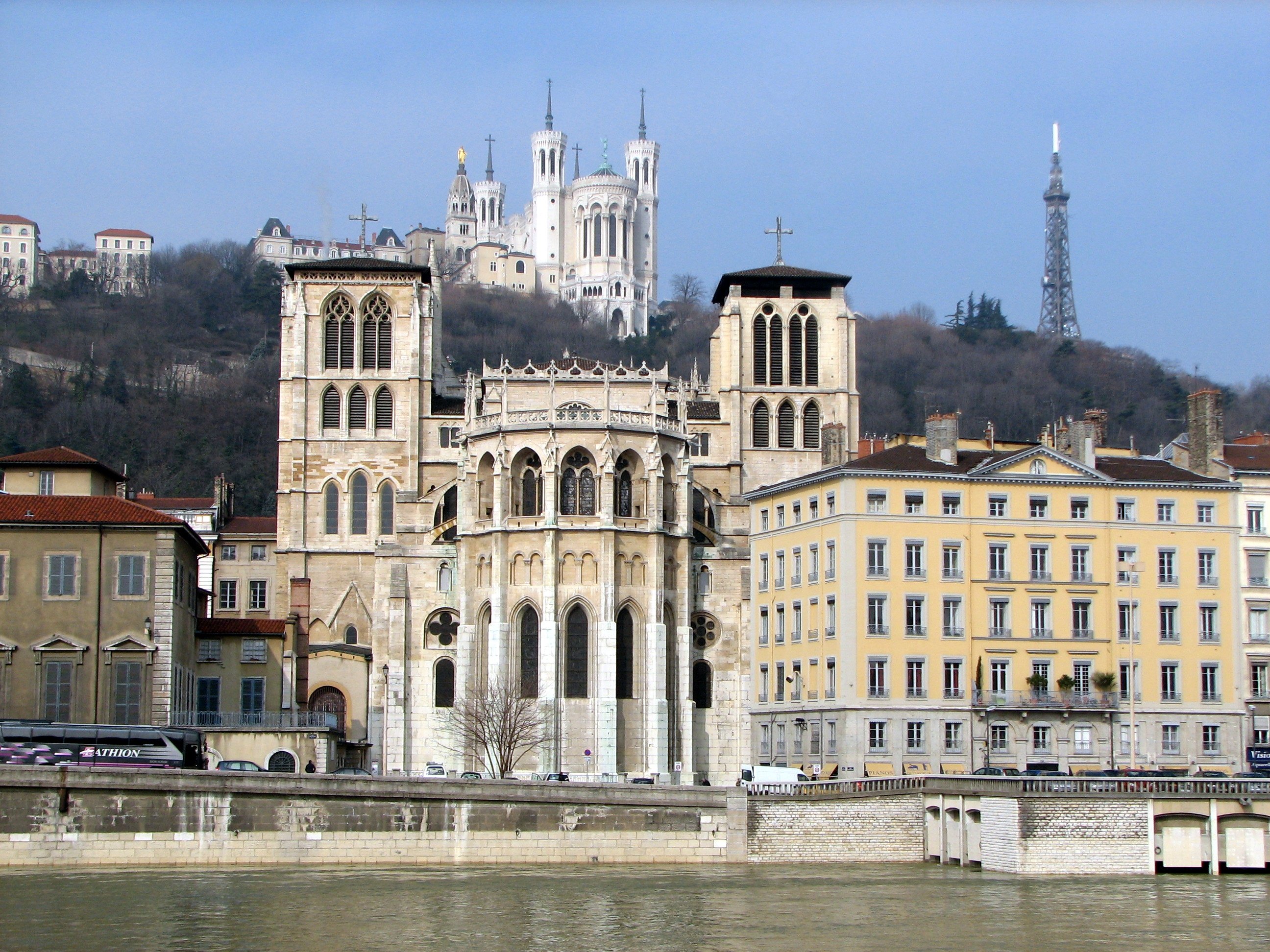
Lyon

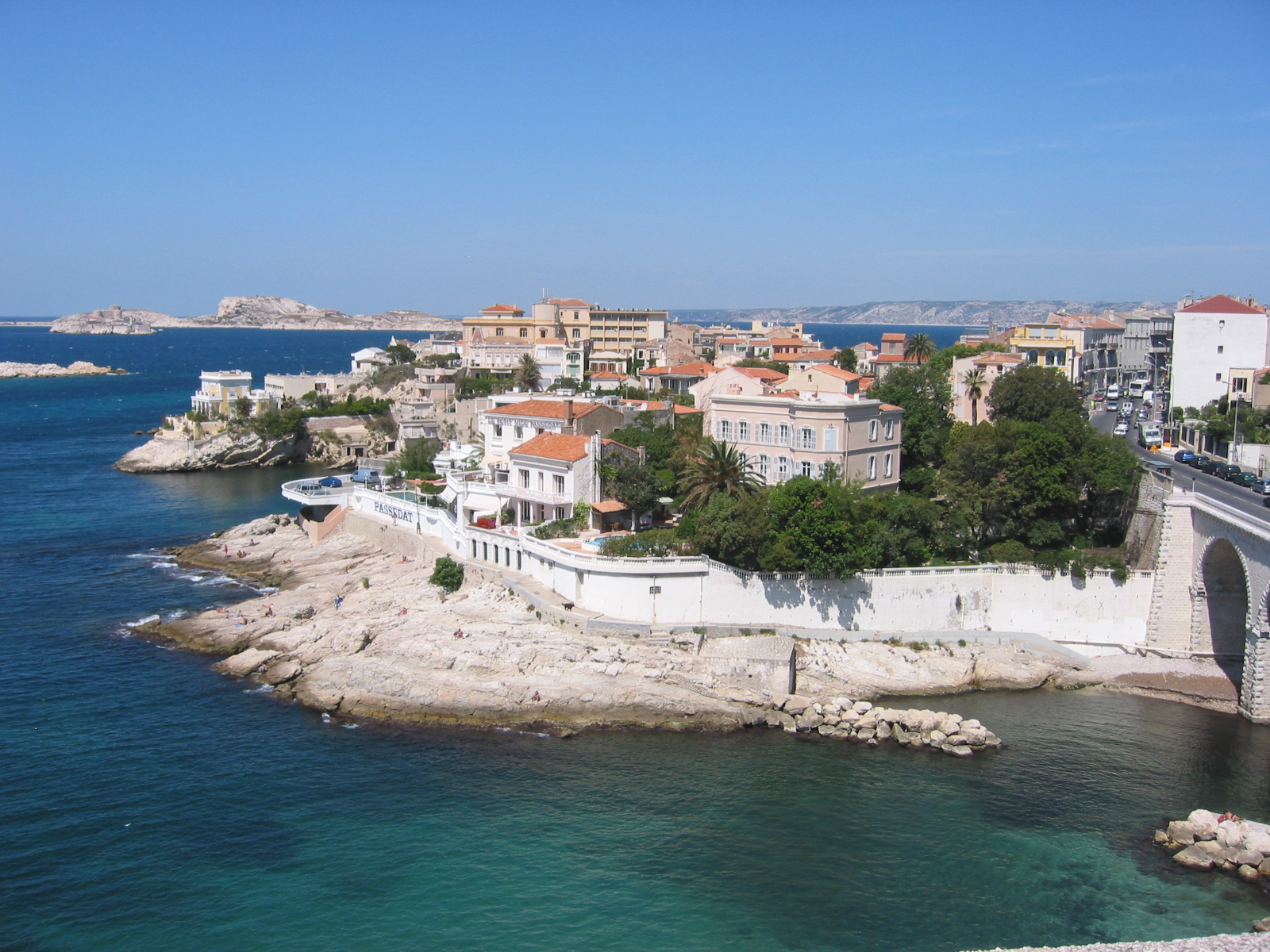
Marsylia

| Lp. | Miasto      | Liczba mieszkańców (2019) | Obszar metropolitalny (2007) | Region                           |
| --- | ----------- | ------------------------- | ---------------------------- | -------------------------------- |
| 1   | Paryż       | 2 165 423                 | 12 067 000                   | Île-de-France                    |
| 2   | Marsylia    | 870 731                   | 1 605 000                    | Prowansja-Alpy-Lazurowe Wybrzeże |
| 3   | Lyon        | 522 969                   | 1 783 400                    | Owernia-Rodan-Alpy               |
| 4   | Tuluza      | 493 465                   | 1 117 000                    | Oksytania                        |
| 5   | Nicea       | 342 669                   | 968 903                      | Prowansja-Alpy-Lazurowe Wybrzeże |
| 6   | Nantes      | 318 808                   | 763 000                      | Kraj Loary                       |
| 7   | Montpellier | 295 542                   |                              | Oksytania                        |
| 8   | Strasburg   | 287 228                   | 702 412                      | Grand Est                        |
| 9   | Bordeaux    | 260 958                   | 1 000 000                    | Nowa Akwitania                   |
| 10  | Lille       | 234 475                   | 1 230 000                    | Hauts-de-France                  |

### Religia
Największą wspólnotę religijną stanowi Kościół katolicki, głównie rzymscy katolicy, istnieje też grupa 15 tysięcy wiernych obrządku bizantyjsko-ukraińskiego.
Są też we Francji niewielkie grupy, posługujące się w nazwie słowem "katolicki" (Kościoła Katolickiego Mariawitów, Misja Starokatolicka we Francji i prowincja francuska Kościoła Starokatolickiego Mariawitów i Kościół liberalnokatolicki) lub uznawane za do nich (Kościół Świętej Marii).
Na terenie Francji działają również Kościoły prawosławne: Patriarchat Konstantynopolitański (Grecka Metropolia Francji), Rosyjski Kościół Prawosławny, Rumuński Kościół Prawosławny, Serbski Kościół Prawosławny, Patriarchat Antiocheński i licząca 40 tysięcy wiernych wspólnota koptyjska.
We Francji działają również wspólnoty protestanckie. Francuska Federacja Protestancka obecnie zrzesza większość francuskich wyznań identyfikujących się z Reformacją i jej spuścizną, przede wszystkim francuskich: luteran, ewangelików reformowanych, baptystów, adwentystów dnia siódmego, ewangelikalnych chrześcijan oraz zielonoświątkowców.
We Francji działa również 136 tysiące głosicieli Świadków Jehowy.
Inne główne wyznania to islam i judaizm.
Struktura religijna w 2020 roku, według The ARDA:
- chrześcijaństwo – 65,1%:
  - katolicyzm – 59%
  - niestowarzyszeni – 2,7%
  - protestantyzm – 1,5%
  - prawosławie i kościoły wschodnie – 1,2%
  - “niezależni” – 1,2% (w tym świadkowie Jehowy, mormoni, niezależne kościoły afrykańskie i inni)
- niereligijni – 23,8%
- islam – 8,7% (97,8% to sunnici)
- buddyzm – 0,76%
- judaizm – 0,68%
- religie chińskie – 0,36%
- nowe religie – 0,25%
- tradycyjne religie etniczne – 0,18%
- hinduizm – 0,08%
- spirytyzm – 0,04%.

## Język
Językiem urzędowym we Francji jest francuski, posługuje się nim znaczna większość mieszkańców tego kraju, jednak poza nim istnieje wiele języków regionalnych:
- baskijski – język regionalny w  Béarn
- bretoński – język regionalny w  Dolnej Bretanii
- burgundzki – język regionalny (Delfinat, Jura, Lyonnais i Sabaudia)
- holenderski – język regionalny we  Flandrii
- kataloński – język regionalny w  Roussillonie
- niemiecki – język regionalny w  Alzacji i Lotaryngii
- prowansalski – język regionalny w  Oksytanii (Gaskonia, Langwedocja, Limousin, Owernii i Prowansja)
- włoski – język regionalny na  Korsyce

## Ustrój polityczny
- prezydenci Francji
- Premierzy Francji
- Precedencja we Francji

## System prawny
We Francji obowiązuje system prawa typu kontynentalnego. Prawo francuskie, obok prawa niemieckiego, jest najbardziej wpływowym systemem prawnym Europy kontynentalnej. Francuski Kodeks Napoleona z 1804 r. stał się modelową regulacją cywilnoprawną w XIX w. Rozprzestrzenił się początkowo wraz z podbojami napoleońskimi. Stał się również wzorem dla wielu kodeksów cywilnych krajów południowoamerykańskich, blisko- i dalekowschodnich, oraz północnoafrykańskich.

## Podział administracyjny
Francja, jej część metropolitalna dzieli się obecnie na 13 regionów, 96 departamentów oraz ok. 36 300 gmin. Ponadto wyróżnia się departamenty i terytoria zamorskie oraz zamorskie zbiorowości terytorialne. Więcej informacji na temat jednostek podziału administracyjnego wraz z danymi statystycznymi znajduje się w artykule: Regiony i departamenty Francji.

Regiony Francji w 2016 roku (na ilustracji są użyte dla niektórych regionów nazwy tymczasowe)

### Regiony
Podział europejskiej części Francji obowiązujący od 1 stycznia 2016:
1. Nowa Akwitania
2. Grand Est
3. Bretania
4. Burgundia-Franche-Comté
5. Île-de-France
6. Korsyka
7. Kraj Loary
8. Oksytania
9. Hauts-de-France
10. Normandia
11. Owernia-Rodan-Alpy
12. Prowansja-Alpy-Lazurowe Wybrzeże
13. Region Centralny-Dolina Loary

### Departamenty
Obecny podział na departamenty został wprowadzony w 1789 – podczas rewolucji francuskiej. Stworzono wówczas departamenty jako jednostki terytorialne na tyle małe, aby było możliwe w ciągu jednego dnia dotarcie na koniu z najdalszego krańca departamentu do siedziby władz departamentu, załatwienie sprawy w administracji i powrót do miejsca zamieszkania. Podział na departamenty został skonstruowany w oderwaniu od wcześniej istniejącego podziału na prowincje również po to, aby zniszczyć poprzednie struktury władzy.
Po II wojnie światowej okazało się, że departamenty są zbyt słabe gospodarczo i wymuszają nadmierną centralizację władzy publicznej. Dlatego w latach 70. XX wieku stworzono dodatkowy szczebel administracji, tzw. regions des programmes, składające się z kilku departamentów. Ich zadaniem była koordynacja polityki regionalnej. Na początku lat 80. XX wieku rozpoczęto proces decentralizacji administracji publicznej i m.in. w 1982 powołano samorząd terytorialny na szczeblu regionów oraz departamentów wyposażony w szerokie kompetencje.
- 01 – Ain
- 02 – Aisne
- 03 – Allier
- 04 – Alpy Górnej Prowansji
- 05 – Alpy Wysokie
- 06 – Alpy Nadmorskie
- 07 – Ardèche
- 08 – Ardeny
- 09 – Ariège
- 10 – Aube
- 11 – Aude
- 12 – Aveyron
- 13 – Delta Rodanu
- 14 – Calvados
- 15 – Cantal
- 16 – Charente
- 17 – Charente-Maritime
- 18 – Cher
- 19 – Corrèze
- 2A – Korsyka Południowa
- 2B – Górna Korsyka
- 21 – Côte-d’Or
- 22 – Côtes-d’Armor
- 23 – Creuse
- 24 – Dordogne
- 25 – Doubs
- 26 – Drôme
- 27 – Eure
- 28 – Eure-et-Loir
- 29 – Finistère
- 30 – Gard
- 31 – Górna Garonna
- 32 – Gers
- 33 – Żyronda
- 34 – Hérault
- 35 – Ille-et-Vilaine
- 36 – Indre
- 37 – Indre i Loara
- 38 – Isère
- 39 – Jura
- 40 – Landy
- 41 – Loir-et-Cher
- 42 – Loara
- 43 – Górna Loara
- 44 – Loara Atlantycka
- 45 – Loiret
- 46 – Lot
- 47 – Lot i Garonna
- 48 – Lozère
- 49 – Maine i Loara
- 50 – Manche
- 51 – Marna
- 52 – Górna Marna
- 53 – Mayenne
- 54 – Meurthe i Mozela
- 55 – Moza
- 56 – Morbihan
- 57 – Mozela
- 58 – Nièvre
- 59 – Nord
- 60 – Oise
- 61 – Orne
- 62 – Pas-de-Calais
- 63 – Puy-de-Dôme
- 64 – Pireneje Atlantyckie
- 65 – Pireneje Wysokie
- 66 – Pireneje Wschodnie
- 67 – Dolny Ren
- 68 – Górny Ren
- 69 – Rodan
- 70 – Górna Saona
- 71 – Saona i Loara
- 72 – Sarthe
- 73 – Sabaudia
- 74 – Górna Sabaudia
- 75 – Paryż
- 76 – Sekwana Nadmorska
- 77 – Sekwana i Marna
- 78 – Yvelines
- 79 – Deux-Sèvres
- 80 – Somma
- 81 – Tarn
- 82 – Tarn i Garonna
- 83 – Var
- 84 – Vaucluse
- 85 – Wandea
- 86 – Vienne
- 87 – Haute-Vienne
- 88 – Wogezy
- 89 – Yonne
- 90 – Territoire de Belfort
- 91 – Essonne
- 92 – Hauts-de-Seine
- 93 – Sekwana-Saint-Denis
- 94 – Dolina Marny
- 95 – Dolina Oise

### Terytoria zależne
Francja ma złożony system administracji swoich terytoriów zależnych. Część z nich należy do Unii Europejskiej jako regiony peryferyjne.

#### Departamenty zamorskie

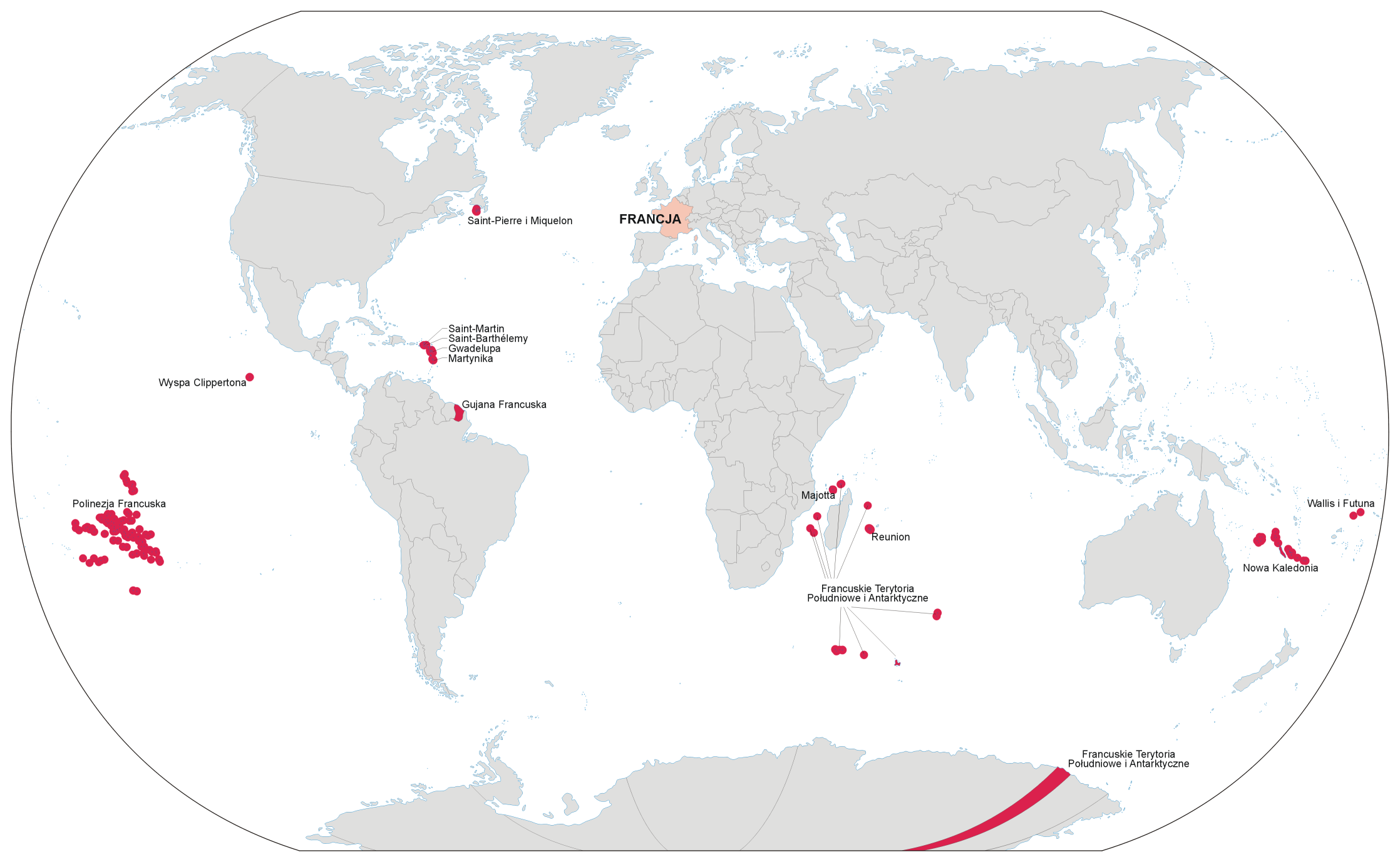
Terytoria zależne od Francji

- 971 – Gwadelupa
- 972 – Martynika
- 973 – Gujana Francuska
- 974 – Reunion
- 975 – Majotta (od 2011 roku)

#### Wspólnoty zamorskie

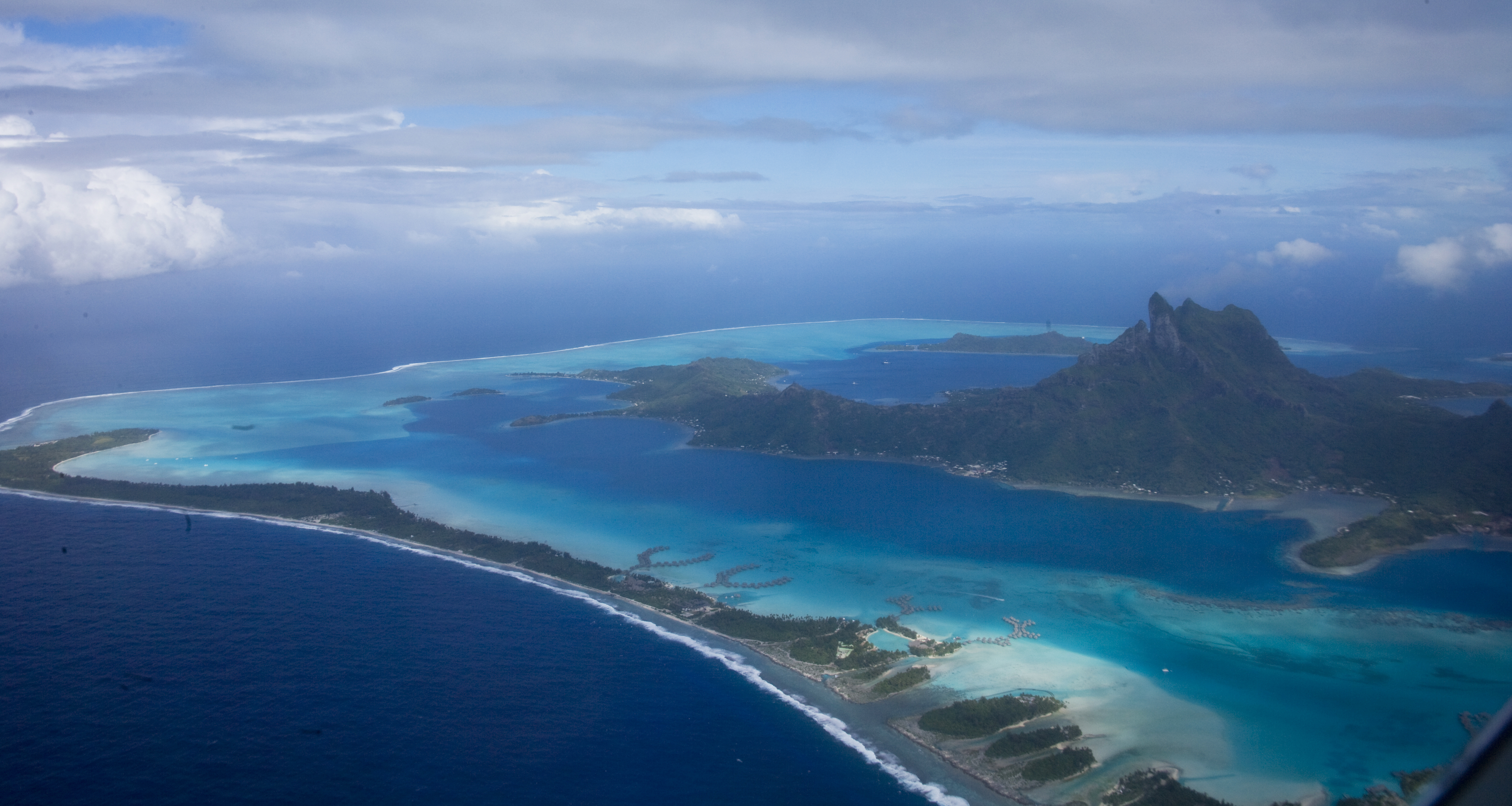
Bora-Bora w Polinezji Francuskiej

- Polinezja Francuska pays d’outre mer
- Saint-Barthélemy
- Saint-Martin
- Saint-Pierre i Miquelon collectivités territoriales
- Wallis i Futuna

#### Wspólnota
- Nowa Kaledonia sui generis

#### Terytorium zamorskie
- Francuskie Terytoria Południowe i Antarktyczne

#### Posiadłość państwa
- Wyspa Clippertona

### Gminy
Gminy są podstawowymi jednostkami samorządu terytorialnego we Francji (jednostki stopnia podstawowego). Większość z nich wywodzi się jeszcze z czasów rzymskich, zaś nieliczne powstały później niż w średniowieczu. Obecnie istnieje ok. 36 300 gmin, a ich liczba ulega nieznacznym wahaniom w ciągu wielu lat. Typowa francuska gmina jest mała – ok. 22 500 gmin liczy co najwyżej 500 mieszkańców, a ok. 200 gmin ma nie więcej niż 100 mieszkańców. Zdarzają się również gminy mniejsze. Z drugiej strony, w związku z przyznaniem wszystkim miastom takiego samego statusu w strukturze terytorialnej państwa, 40 gmin liczy ponad 100 000 mieszkańców. Dopiero ustawa z 1971 r. nadała szczególny status trzem największym miastom: Paryżowi, Marsylii i Lyonowi (miasta te są podzielone na dzielnice).

## Polityka zagraniczna

### Współpraca Francji z Chinami
Współpraca Francji z Chinami jest bardzo ważna z wielu przyczyn. Są to względy gospodarcze, technologiczne, a także strategiczne. W 2019 roku francusko-chińskie obroty handlowe wyniosły ponad 73 mld euro. W marcu 2019 roku podpisano między państwami 15 kontraktów, których suma wyniosła około 40 mld euro. Chiny w ramach tych kontraktów zamówiły Francji 300 samolotów Airbusa i budowę farmy wiatrowej.
Francja od dawna funkcjonuje w Chinach na wielu płaszczyznach: rolniczo-spożywczym, transportowym, przemysłowym, urbanistycznym, a także usługach detalicznych i finansowych. W Chinach znajduje się aż 1100 francuskich firm. Inwestycje chińskie we Francji obejmują ponad 700 filii. 
W listopadzie 2019 roku prezydent Francji Emmanuel Macron i przewodniczący Chińskiej Republiki Ludowej Xi Jinping podpisali porozumienie, na mocy którego zadeklarowano chęć rozwoju porozumienia między Francją a Chinami. Dla Chin współpraca z Francją byłaby lukratywny przede wszystkim ze względu na pomoc w przyspieszeniu transformacji ekologicznej z pomocą francuskiej technologii.
Stosunki francusko-chińskie uległy zmianie w czasie pandemii COVID-19, w tym okresie zaczęto spostrzegać coraz więcej negatywnych stron w związku z współpracą z Chinami. Głównie przyczyniło się do tego zatajanie informacji o epidemii przez Chiny. Trzeba jednak dodać, że Chiny w 2020 roku były głównym partnerem handlowym Unii Europejskiej. Ich pozycja finansowa i gospodarcza zapewnia intensyfikację współpracy pomimo chwilowego pogorszenia porozumienia z Francją.

## Siły zbrojne

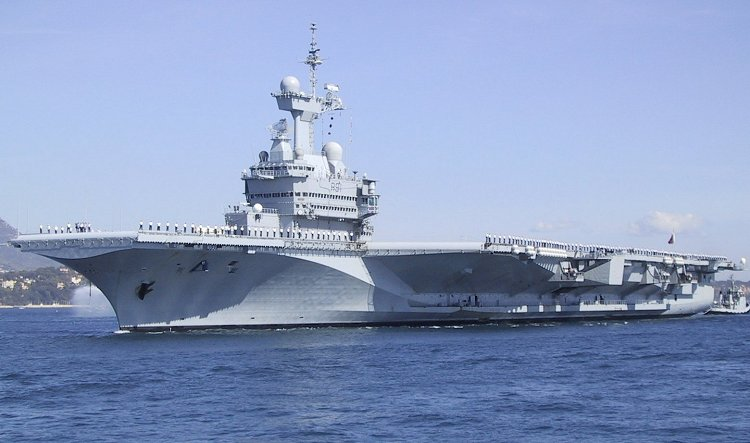
Lotniskowiec „Charles de Gaulle” bazujący w Tulonie

Francja zalicza się do głównych mocarstw atomowych. Jej arsenał to około 300 głowic atomowych, które mogą być przenoszone na odległość do 6 tysięcy kilometrów. Siły zbrojne liczą 259 tys. żołnierzy (2002 r.) w tym wojska lądowe 137 tys. Francja jest członkiem NATO od 1949 roku. W latach 1966–2009 Francja nie uczestniczyła w wojskowych strukturach paktu.
Wojska francuskie stacjonują w wielu krajach świata, głównie w Afryce. Cztery największe francuskie stałe garnizony poza Francją znajdują się na kontynencie afrykańskim. Największy zlokalizowany jest w Dżibuti (w tym jednostka zamorska Legii Cudzoziemskiej), pozostałe na wyspie Reunion na Oceanie Indyjskim, w Senegalu i Gabonie w Afryce Zachodniej. Francuskie wojska stacjonują również w Wybrzeżu Kości Słoniowej, w Czadzie oraz w Republice Afryki Środkowej. Ponadto w Gujanie Francuskiej (Ameryka Płd.), w Dżibuti, na wyspie Majotta (Ocean Indyjski) i w archipelagu wysp Mururoa w Polinezji Francuskiej na Pacyfiku znajdują się jednostki zamorskie Legii Cudzoziemskiej.

## Gospodarka

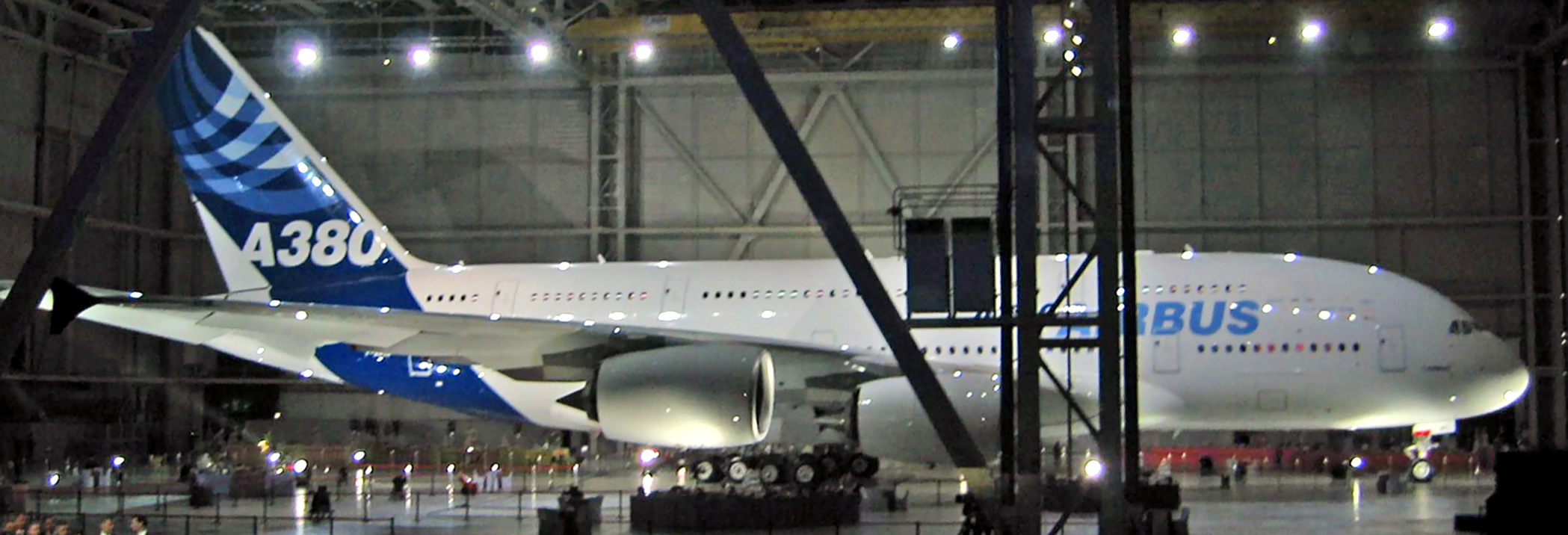
Pierwszy zbudowany Airbus A380 na prezentacji w Tuluzie 18 stycznia 2005

Francuska gospodarka oparta jest na dominującym sektorze prywatnym (prawie 2,5 mln zarejestrowanych przedsiębiorstw) połączonym ze znaczną (choć zmniejszającą się) ingerencją państwa w gospodarkę (zob. interwencjonizm) i sektorem publicznym. Rząd posiada znaczny wpływ na kluczowe segmenty gospodarki, szczególnie infrastrukturę, posiada większościowe udziały w przedsiębiorstwach kolejowych, lotniczych, energetycznych oraz telekomunikacyjnych. Od roku 1990 rząd stopniowo pozbywał się udziałów w przedsiębiorstwach. Obecnie następuje powolna prywatyzacja France Télécom i Air France, jak również firm ubezpieczeniowych, banków i firm zbrojeniowych.
Francja jest członkiem grupy G7, najbardziej uprzemysłowionych państw świata. Według wielkości PKB (nominalnego) gospodarka Francji była piątą na świecie (po amerykańskiej, chińskiej, japońskiej, niemieckiej). Francja wraz z innymi 11 krajami Unii Europejskiej wprowadziła 1 stycznia 2002, według kursów zamrożonych 1 stycznia 1999, walutę euro, która całkowicie zastąpiła franka po kursie 6,55957. Wymiana monet była możliwa do 17 lutego 2005, a banknotów do 17 lutego 2012.
Według OECD, Francja była w roku 2004 piątym eksporterem i czwartym importerem dóbr przemysłowych. W roku 2003 Francja była drugim pod względem skali beneficjentem inwestycji zagranicznych spośród krajów OECD, z 47 mld dol. bezpośrednich inwestycji, wyprzedzana jedynie przez Luksemburg (w którym inwestycje bezpośrednie wynikały głównie z transferów środków pieniężnych do banków w tym kraju) i wyprzedzając Stany Zjednoczone (39,9 mld). W tym samym roku francuskie przedsiębiorstwa zainwestowały za granicą 57,3 mld dol., co stanowi drugi wynik wśród krajów OECD, po Stanach Zjednoczonych (173,8 mld) i przed Wielką Brytanią (55,3 mld) oraz Japonią (28,8 mld).
Według publikacji OECD in Figures, Francja zajmuje pierwsze miejsce wśród krajów G8 pod względem wydajności pracy (mierzonej jako stosunek PKB per capita do liczby przepracowanych godzin).
W roku 2004 PKB na przepracowaną godzinę wynosił 47,7 dol. (USA – 46,3; Niemcy 42,1; Wielka Brytania 39,6; Japonia 32.5).
Pomimo wyższej niż w Stanach Zjednoczonych wydajności pracy, francuski PKB na mieszkańca jest znacznie niższy (ok. 30%) od amerykańskiego i jest porównywalny do innych krajów europejskich. Jest to spowodowane znacznie mniejszą niż w USA częścią populacji czynnej zawodowo.
Wśród krajów OECD Francja ma jeden z najniższych odsetków ludności w wieku 15–64 lat czynnej zawodowo. W roku 2004 pracowało 68,8% Francuzów w wieku 15 – 64 lat (Japonia 80%, Wielka Brytania 78,9%, USA 77,2%, Niemcy 71,0%).
Zjawisko to jest wynikiem blisko trzydziestoletniego masowego bezrobocia we Francji, które doprowadziło do trzech problemów: ok. 8% aktywnej zawodowo populacji pozostaje bez pracy, absolwenci odwlekają wejście na rynek pracy tak długo, jak to możliwe, oraz powroty pracowników, którzy odeszli na przedwczesne emerytury.

Elektrownia jądrowa w Cattenom (Lotaryngia)

Francja posiada znaczny przemysł lotniczy, na czele z europejskim konsorcjum Airbus. Jest też jedynym krajem w Europie (oprócz Rosji) posiadającym własny kosmodrom. Jest również najbardziej niezależnym energetycznie krajem zachodu dzięki wielkim inwestycjom w energetykę nuklearną, co powoduje również, że emituje najmniej gazów cieplarnianych spośród krajów G8. Elektrownie atomowe zapewniały 86,9% energii elektrycznej w roku 2005. Francja przyjęła i realizuje program obniżenia udziału energetyki jądrowej w produkcji energii elektrycznej z poziomu 75% (2014 r.) do 50% w 2025 r., dzięki podnoszeniu efektywności energetycznej oraz rozwojowi odnawialnych źródeł energii.
Duże obszary żyznej ziemi, zastosowanie nowoczesnych technologii oraz dopłaty z UE, przyczyniły się do uczynienia z Francji drugiego pod względem skali producenta i eksportera żywności. Głównymi towarami eksportowymi są zboża, drób, przetwory mleczne, wieprzowina i wołowina oraz słynne francuskie wina. Dopłaty z Unii Europejskiej do francuskiego rolnictwa wynoszą prawie 14 mld dol. Przeciętny areał gospodarstwa rolnego we Francji wynosi 55 hektarów.
Od zakończenia II wojny światowej rząd czynił wiele wysiłków w celu integracji z Niemcami, zarówno politycznej, jak i gospodarczej. Dziś te dwa kraje tworzą tzw. twardy rdzeń krajów promujących ściślejszą integrację krajów Unii Europejskiej.

### Podatki
W 2012 roku parlament Francji uchwalił symboliczny podatek w wysokości 75 proc. od najwyższych dochodów (zapowiadany w kampanii wyborczej przez byłego prezydenta Francji François Hollande’a.). Ma obowiązywać przez dwa lata. W planach zapłaci go ok. 1500 osób i do budżetu wpłynie ~840 mln PLN rocznie. Jest to o tyle istotne, że wywołało dyskusje w mediach (w wielu krajach) nad sensem i zyskiem z takiego podatku. Samo opuszczenie Francji mimo dotychczasowego opłacania podatku dochodowego tam zapowiedziało/dokonało wielu znanych m.in. najlepiej opłacany aktor we Francji Gérard Depardieu. „Ucieczka” przed tym podatkiem nie nastąpiła do wyłącznie tzw. „rajów podatkowych” (jak np. Hongkong, Belize, Man, Cypr, Szwajcaria), ale do krajów ze stosunkowo wysokimi podatkami na poziomie nawet podobnym do poprzednich we Francji (np. Belgia). Sam podatek, na kilka dni przed wprowadzeniem, Francuski Trybunał Konstytucyjny unieważnił jako niesprawiedliwy.

### Turystyka

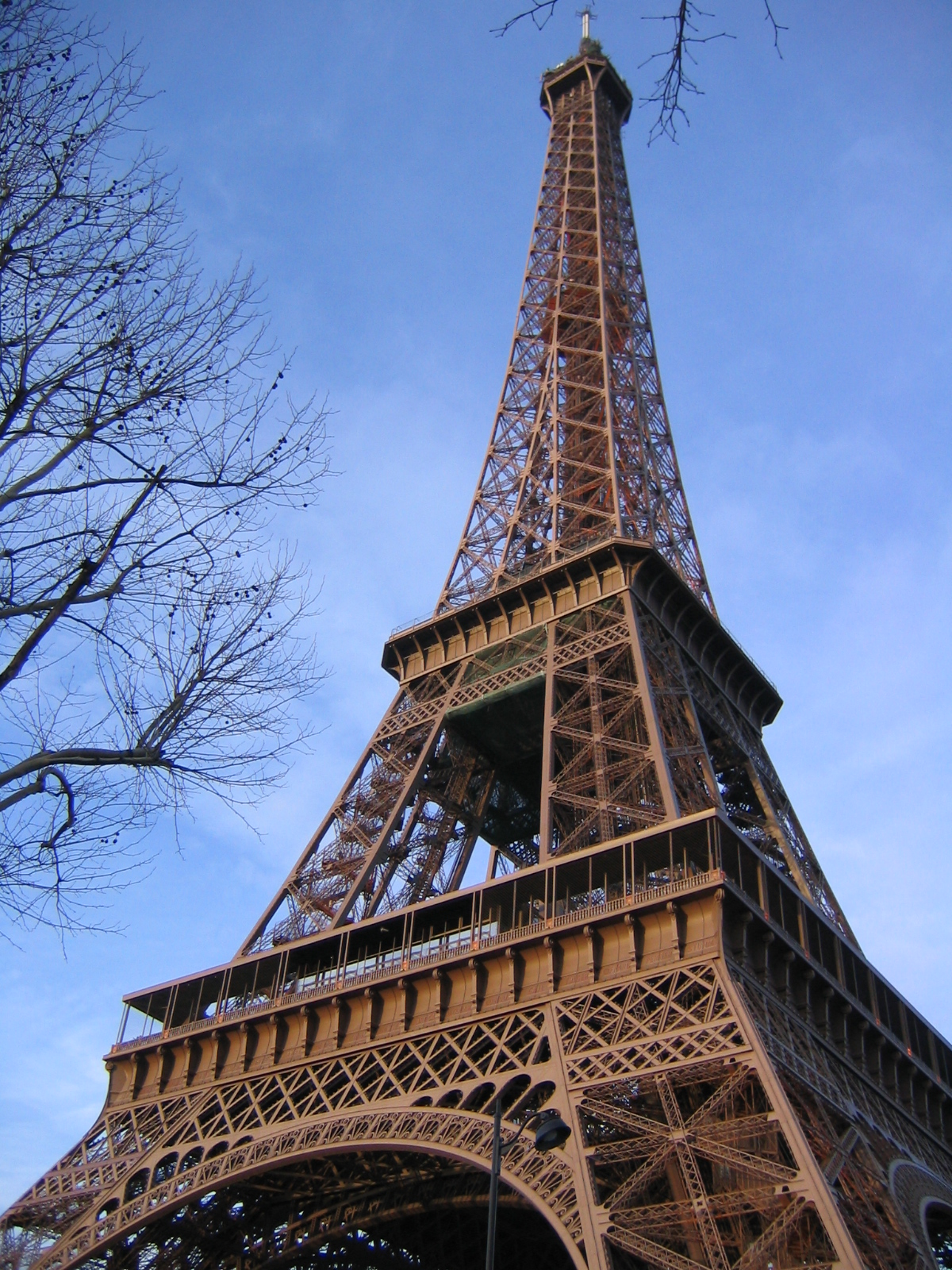
Wieża Eiffla

W 2015 roku Francja była najchętniej odwiedzanym państwem na świecie; kraj ten odwiedziło 84,452 mln turystów (0,9% więcej niż w roku poprzednim). Pod względem przychodów z turystyki, w 2015 Francja zajęła czwarte miejsce na świecie z wynikiem 45,920 mld dolarów. Osoby pozostające poniżej 24 godzin na terytorium kraju (np. mieszkańcy Europy północnej podróżujący na urlopy do Włoch czy Hiszpanii) nie są uwzględnione w tej statystyce. Na terytorium Francji znajduje się wiele miast o wysokiej wartości kulturalnej, na czele z Paryżem, a także licznych plaż, kurortów nadmorskich, ośrodków sportów zimowych oraz regionów wiejskich o wysokich walorach krajobrazowych. Poza tradycyjną turystyką Francja przyciąga również pielgrzymów do Lourdes, sanktuarium odwiedzanego rocznie przez kilka milionów osób.
Francja posiada 42 obiekty wpisane na Listę Światowego Dziedzictwa UNESCO (w tym 1 na Nowej Kaledonii i 1 na Reunionie) – jest to w rankingu drugie miejsce na świecie po Włoszech.

## Transport

### Transport drogowy
Całkowita długość sieci drogowej we Francji wynosi 893 300 km, w całości posiadających nawierzchnię asfaltową. Długość autostrad i dróg ekspresowych wynosi ok. 12 000 km.
Transport samochodowy jest podstawą transportu we Francji, zarówno pasażerskiego (86,2% ogólnej pracy przewozowej w 2004), jak i towarowego (80,5% ogólnej pracy przewozowej w 2005).
Rynek nowych samochodów osobowych jest opanowany przez krajowych producentów. W 2003 roku największy udział w sprzedaży miały samochody Renault (27%), Peugeot (20,1%) i Citroën (13,5%). Najpopularniejszym rodzajem napędu samochodów pozostaje silnik Diesla (ok. 70% samochodów sprzedanych w 2004 r.).

### Transport kolejowy

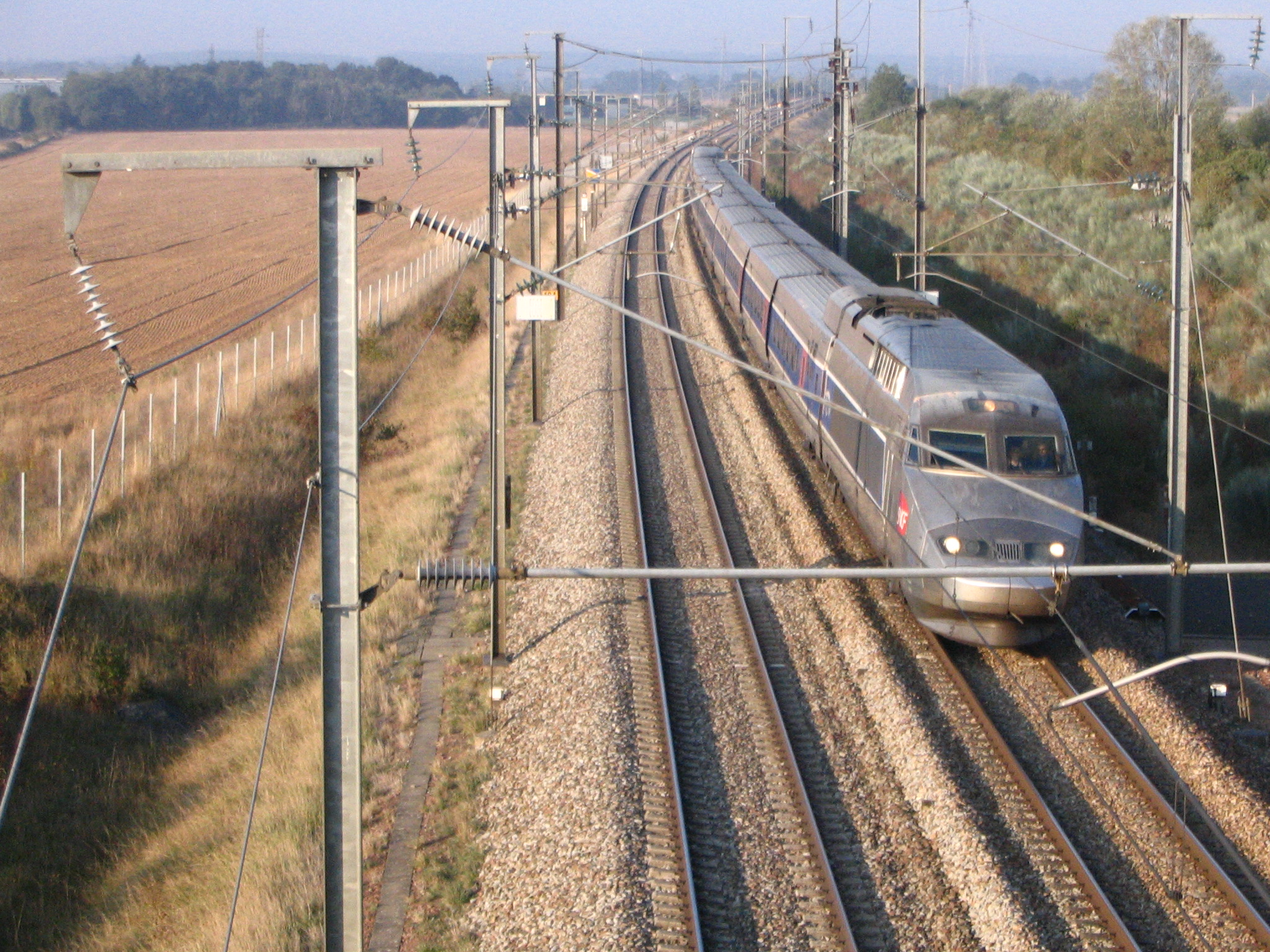
TGV, LGV Atlantique – Bonneval

Całkowita długość sieci kolejowej we Francji wynosi 31 939 km (w tym 31 840 km eksploatowanych przez państwowe przedsiębiorstwo SNCF) i zarządzanych przez RFF. Zelektryfikowana jest blisko połowa sieci kolejowej (14 176 km), 12 132 km linii posiada dwa lub więcej torów.
Szczególną cechą francuskiej sieci kolejowej jest występowanie dwóch różnych systemów zasilania energią elektryczną: napięcie stałe 1,5 kV występuje głównie na liniach na południu kraju (elektryfikowanych jako pierwsze); napięcie przemienne 25 kV o częstotliwości 50 Hz występuje na liniach na północy kraju oraz na wszystkich liniach dużej prędkości. Ruch pociągów jest lewostronny z wyjątkiem obszarów na zachodzie kraju.
Transport kolejowy odgrywa we Francji niewielką rolę. Udział kolei w ogólnej pracy przewozowej wynosi 8,6% w przewozie pasażerów (2002) oraz 16% w przewozie towarów.
Połączenia pasażerskie między Paryżem a największymi miastami kraju są obsługiwane przez pociągi TGV, osiągające prędkości maksymalne rzędu 300 km/h i handlowe powyżej 200 km/h. W chwili obecnej pociągi TGV łączą Paryż z ośrodkami leżącymi na czterech kierunkach: północnym, zachodnim, południowo-zachodnim i południowo-wschodnim. W 2007 r. ukończono budowę linii dużych prędkości łączącej Paryż ze wschodnią częścią kraju.

Niewielki odsetek pasażerów podróżuje pociągami TGV między największymi miastami kraju, na kierunkach pokrywających się z połączeniami do Paryża (głównie na osi Marsylia – Lyon – Lille).
Regionalny transport kolejowy pozostaje w gestii regionów, które zlecają prowadzenie przewozów przedsiębiorstwu SNCF pod marką TER. Rentowność tych przewozów oscyluje wokół 30%, co pociąga za sobą duże dotacje ze strony władz regionalnych. W ostatnich latach poczyniły one również duże wydatki związane z wymianą taboru i zwiększeniem częstotliwości kursowania pociągów.

### Publiczny transport zbiorowy
W wielu miastach takich, jak np. Paryż, Nicea, Lille czy Grenoble, mocno rozwinęła się sieć tramwajowa. W wielu miastach jest ona obecna od niedawna, ponieważ linie były likwidowane i przywracane, będąc tańsze w utrzymaniu niż metro.

### Transport lotniczy

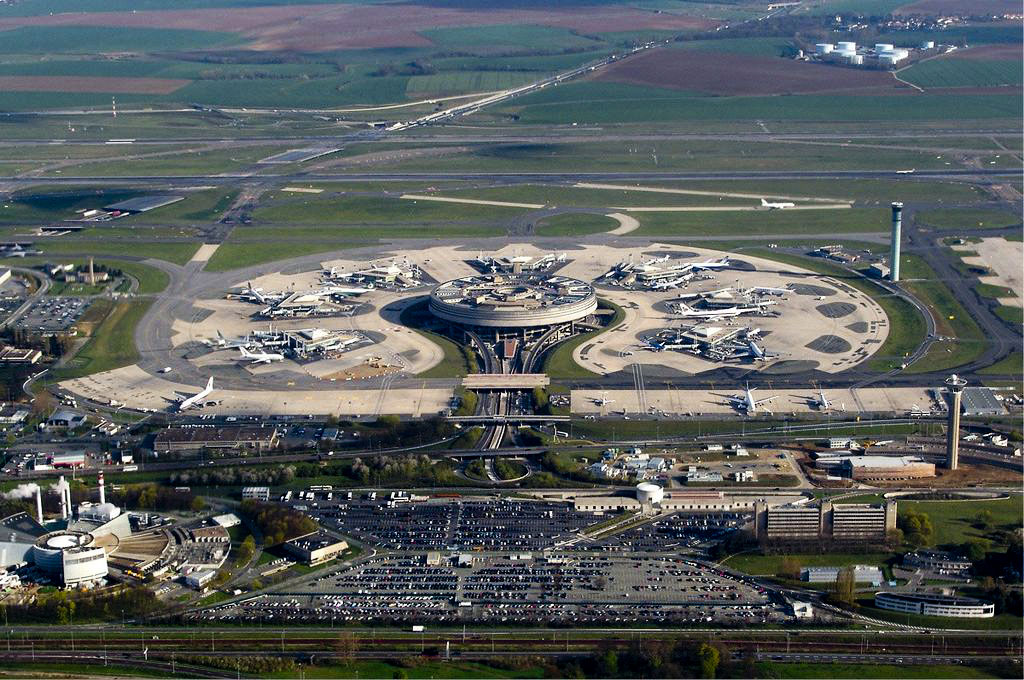
Terminal 1 portu lotniczego im. Charles de Gaulle

Transport lotniczy jest dość rozwiniętą dziedziną gospodarki we Francji. Główną francuską linią lotniczą jest Air France. W Tuluzie znajduje się fabryka Airbus. Najważniejsze lotniska we Francji to: Paryż Charles de Gaulle i Orly, Lyon Saint Exupéry, Nicea Côte d’Azur oraz Marsylia Provence.

### Transport wodny
Francja ma drugi pod względem skali system żeglowny w Europie. Jego długość wynosi 8500 km. Najważniejszymi szlakami żeglownymi są rzeki Sekwana, Rodan, Garonna, Loara i Ren oraz kanały Południowy, Burgundzki, Briare, Marna-Saonna i Marna-Ren.

## Święta narodowe i dni wolne od pracy
- Nowy Rok (Nouvel An) – 1 stycznia
- Wielkanoc (Pâques) – ruchome
- Poniedziałek Wielkanocny (Lundi de Pâques) – ruchome
- Święto Pracy (Fête du Travail) – 1 maja
- Dzień Zwycięstwa (Fête de la Victoire) – 8 maja
- Wniebowstąpienie (Ascension) – ruchome
- Zielone Świątki (Lundi de Pentecôte) – ruchome
- Święto Narodowe Francji (Fête Nationale Française) – 14 lipca[31]
- Wniebowzięcie NMP (Assomption) – 15 sierpnia
- Uroczystość Wszystkich Świętych (Toussaint) – 1 listopada
- Dzień Zawieszenia Broni (Jour d’Armistice) – 11 listopada[32]
- Boże Narodzenie (Noël) – 25 grudnia

## Kultura

### Literatura
Znani pisarze francuscy to: François Rabelais, Aleksander Dumas, Michel de Montaigne, Jean Racine, Molier, Alfred de Musset, Victor Hugo, Voltaire, Honoré de Balzac, Stendhal, Gustave Flaubert, Charles Baudelaire, Marcel Proust, André Gide, Albert Camus, Jean-Paul Sartre, Anatole France, André Malraux, Antoine de Saint-Exupéry, Juliusz Verne.
Francja ma też bardzo bogate tradycje komiksowe, komiks jest dziedziną sztuki cieszącą się we Francji ogromnym szacunkiem i poważaniem. Jednym z najpopularniejszych komiksowych bohaterów świata jest Asteriks, często traktowany jako swoista wizytówka współczesnej francuskiej kultury.

### Filozofia
Znani filozofowie francuscy to: Kartezjusz, Wolter, Denis Diderot, Charles de Montesquieu, Henri Bergson, Jean-Paul Sartre, Maurice Merleau-Ponty, Emmanuel Levinas, Michel Foucault, Gilles Deleuze, Jacques Derrida, Jean-Luc Nancy.

### Muzyka

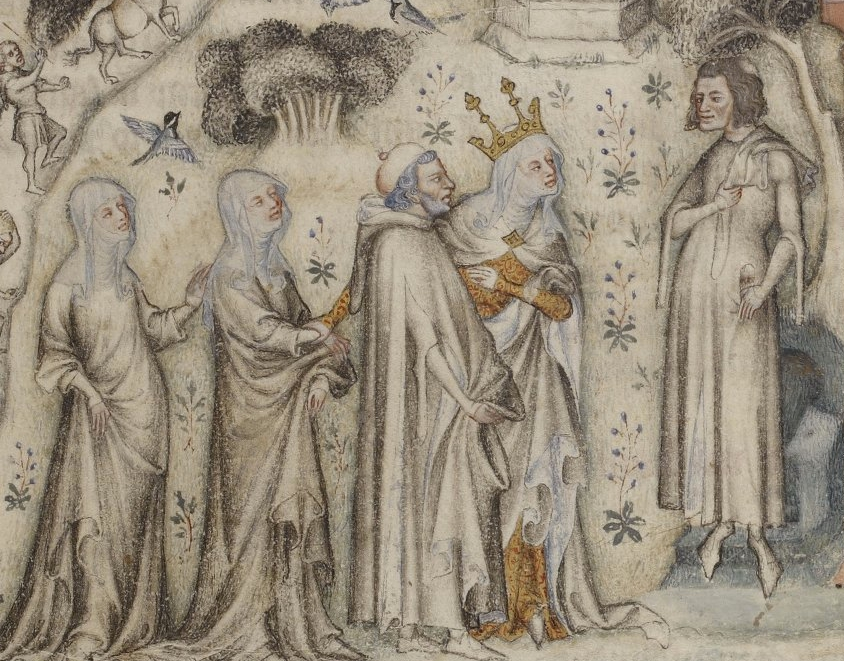
Guillaume de Machaut (z prawej) – najwybitniejszy twórca wczesnej muzyki francuskiej; miniatura z poł. XIV w.

#### Muzyka średniowiecza i renesansu
Francja (obok Włoch i Hiszpanii) jest kolebką europejskiej muzyki artystycznej. Już w czasach Karola Wielkiego rozwijała się muzyka świecka (Chansons de geste) i religijna (w Cluny i innych klasztorach). W średniowiecznych klasztorach rozwijał się chorał, ale także muzyka nie służąca liturgii. Na dworach rozkwitała sztuka trubadurów i truwerów (najważniejszy – Adam de la Halle). Od IX w. na terenach dzisiejszej Francji rozwinęła się muzyka wielogłosowa; w pocz. XII w. klasztorze St. Martial w Limoges, pod koniec XII w. w Paryżu (Notre Dame). Tam też zanotowano imiona dwóch pierwszych, znanych dziś historykom muzyki kompozytorów: Leoninus i Perotinus. Francja stała się wtedy centrum nowej muzyki w Europie, a najważniejsze tego przejawy to Roman de Fauvel z muzyką Philippe’a de Vitry (1 poł. XIV w.) i twórczość Guillaume’a de Machaut.
W XV w. muzyka rozwijała się przede wszystkim na dworze książąt burgundzkich (tzw. szkoła burgundzka i flamandzka).
W XVI w. rozkwitła chanson, której najwybitniejszym przedstawicielem był Clément Jannequin. Chanson, w której muzyka ilustruje i komentuje wyszukany tekst, od tego czasu może być uważana za reprezentatywny gatunek muzyki francuskiej. Tendencję tę rozwinęła aktywność poetów Plejady (Pierre Ronsard i in.), którzy układali teksty chansons. Najwybitniejsi kompozytorzy muzyki wokalnej w czasach renesansu to także: Josquin des Prés, Jacob Clemens non Papa, Claude Le Jeune.
Rozwijała się już wtedy również muzyka instrumentalna, przede wszystkim na lutnię i organy.
W XVI w. na dworze najważniejszym gatunkiem służącym sztuce reprezentacyjnej stał się ballet de cour. Były wystawiane niezwykle efektownie, a uczestniczyli w nich arystokratyczni amatorzy oraz zawodowcy.

#### Okres klasyczny w muzyce francuskiej

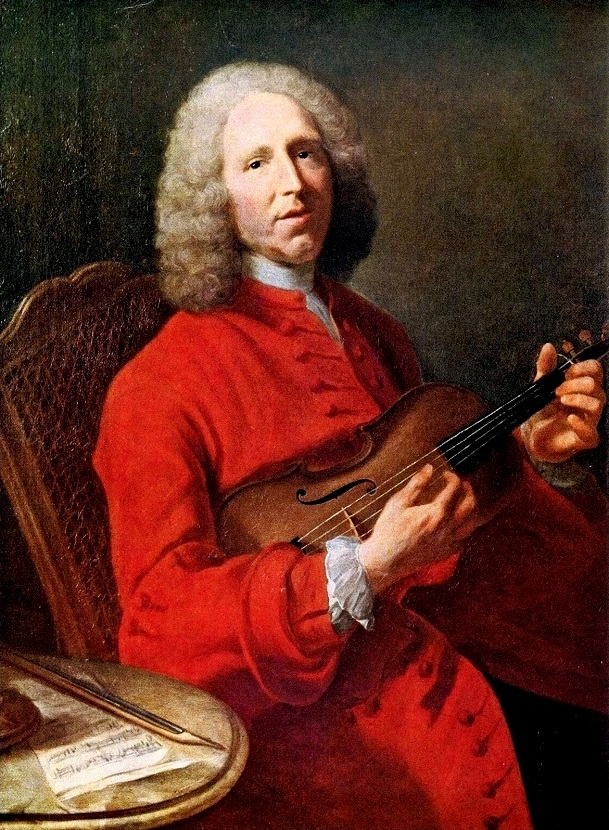
Jean-Philippe Rameau od XIX w. uważany za symbol „złotego wieku” w dziejach muzyki francuskiej

W odróżnieniu od innych krajów, okres od poł. XVII w. do rewolucji w 1789 r. zwany jest przez historyków francuskiej sztuki, także muzyki, „klasycznym” (a nie barokowym). Był to okres wyjątkowego rozkwitu muzyki operowej i instrumentalnej. Sprzyjał temu mecenat królewski, zwłaszcza Ludwika XIV, który osobiście tańczył w wielu baletach. Dla niego powstała też pierwsza w Europie stała orkiestra, w której instrumenty były zdwajane (Le grande bande des 24 violons du roi). Za czasów Ludwika XIV życie muzyczne koncentrowało się wokół Wersalu i tam kształtowano mody, które potem naśladowano na setkach pomniejszych dworów w całej Europie. Balety i opery komponował przede wszystkim Jean-Baptiste Lully, a po nim Jean-Philippe Rameau. Fakt, iż przedstawienia opłacał król, pozwalał na to, by były bardzo rozbudowanymi (5-aktowymi) i efektownie zrealizowanymi widowiskami z muzyką.
W muzyce instrumentalnej największą sławę zyskali lutniści (Denis Gaultier, Charles Mouton), a następnie klawesyniści (Jacques Champion de Chambonnières, Louis Couperin, François Couperin, Jean-Philippe Rameau, Louis-Claude Daquin, Jean-Henri d’Anglebert). Rozwinęli oni charakterystyczną dla muzyki francuskiej suitę, w której miniatury często miały charakter programowy albo nawet ilustracyjny.
Na potrzeby dworu powstawały bardzo efektowne utwory wokalno-instrumentalne, takie jak najbardziej dziś znane Te Deum Charpentiera.
Powstawała też muzyka na większe zespoły instrumentalne, a za najważniejszego twórcę symfonii w XVIII w. uważany jest François-Joseph Gossec. W drugiej połowie XVIII w. w Paryżu działała największa orkiestra w Europie.
Najważniejsze cechy wyróżniające muzykę francuską od innych, a zwłaszcza od włoskiej, tak podsumowuje Danuta Gwizdalanka:
Podstawę stylu francuskiego tworzyła muzyka taneczna o przejrzystej formie. Opera powstała z utanecznionego dramatu muzycznego i scenicznej tragedii, toteż główną jej atrakcję stanowiły chóry i sceny taneczne. Muzykę francuską cechowała większa powściągliwość niż włoską i to zarówno w sferze emocjonalnej, jak również technicznej. Francuzi cenili wyrafinowanie, a także zamierzoną „sztuczność”. W stosowaniu środków wirtuozowskich zalecali umiar. Patos francuskiej muzyki zespołowej z lat 1660–1720 wyraźnie różnił się od kameralności muzyki instrumentalnej w Italii (i Niemczech). Brzmienie pełne blasku francuska muzyka dworska zawdzięczała intensywnemu użyciu grupy dętych (obok smyczkowych). Francuzi długo nie mieli poważania dla muzyki instrumentalnej, która ich zdaniem była niejasna, gdyż pozbawiona znaczenia, jakie w muzyce wokalnej niosły słowa.

#### Wiek XIX i XX
W wyniku rewolucji powstawały utwory okolicznościowe, ale szybko reprezentacyjny charakter odzyskała opera, zwłaszcza że cieszyła się osobistym zainteresowaniem Napoleona. Luigi Cherubini piał pierwsze opery, które w nowej sytuacji – i dla nowej, szerszej publiczności – zawierały liczne wątki sensacyjne. W pierwszej połowie XIX wieku rozwinęła się wielka opera historyczna, w której niezwykle istotna była melodyjność partii wokalnych oraz wystawność inscenizacji; najważniejszym z kompozytorów takich oper był Giacomo Meyerbeer. Rewolucji w dziedzinie muzyki instrumentalnej dokonał Hector Berlioz, który w poważnym stopniu wpłynął na romantyczną muzykę orkiestrową w całej Europie. W drugiej połowie XIX w. opera stawała się coraz bardziej liryczna (np. Faust Charles’a Gounoda), a obok niej – dla kontrastu – pojawiła się operetka (Jacques Offenbach). Najważniejsi kompozytorzy działający w tym czasie we Francji to także Georges Bizet, César Franck, Gabriel Fauré oraz Camille Saint-Saëns.
W tym czasie styl francuski rywalizował przede wszystkim z niemieckim, od którego różnił się paroma cechami.
We Francji najwyżej stawiano operę, za naturalne bowiem uważano podporządkowanie muzyki słowu. Recenzując przedstawienia najpierw oceniano libretto, a dopiero potem muzykę. W Niemczech hierarchia ważności była odwrotna i muzykę najbardziej ceniono za to, że może obyć się bez słów i potrafi oddziaływać na słuchaczy bez pośrednictwa tekstu, jako „mowa duszy”. Niedookreśloność muzyki dla Francuzów była jej wadą, a dla Niemców – zaletą.

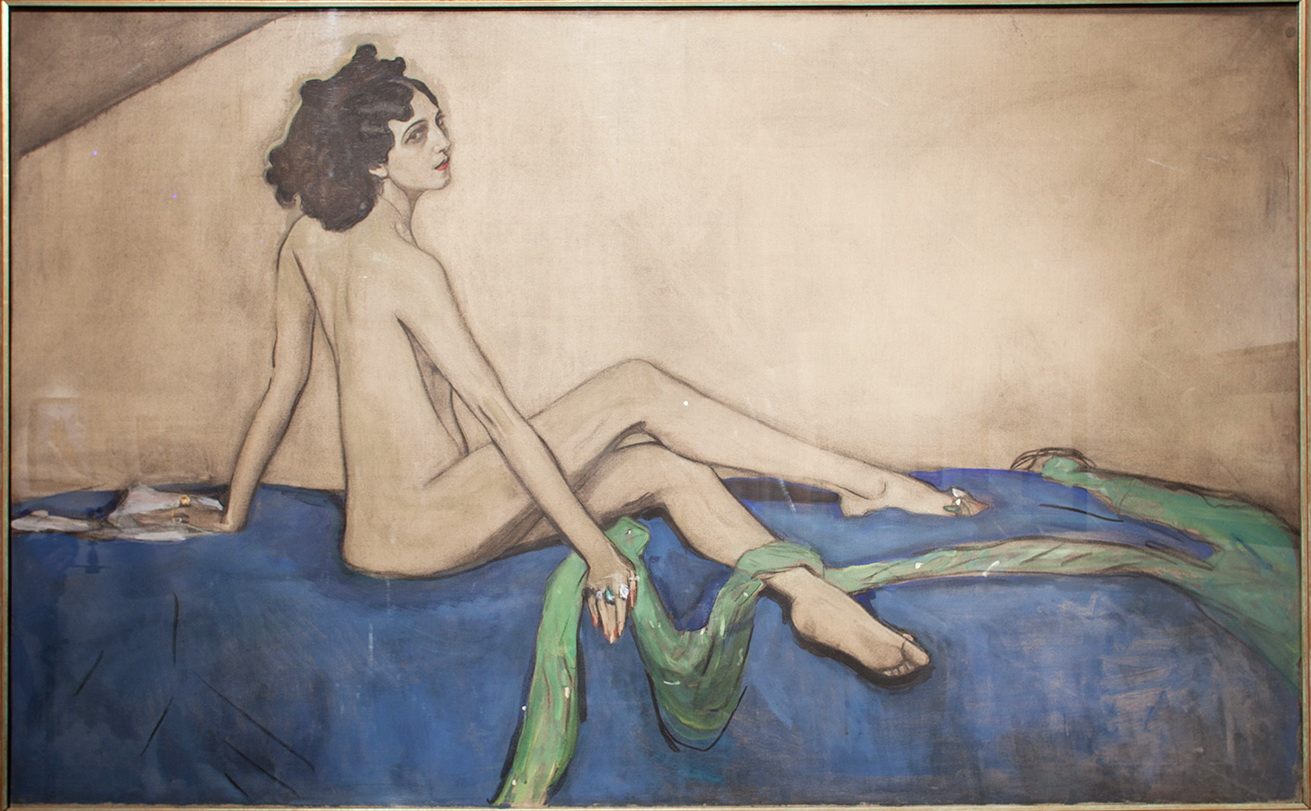
Najsławniejszy utwór francuski z XX wieku – Bolero Ravela, powstało w 1928 r. dla tancerki i bogatej mecenaski sztuki Idy Rubinstein

Inne było też we Francji wyobrażenie o pozycji artysty: Artysta francuski pozostawał „obywatelem republiki”. Podobnie jak jego XVIII-wieczni poprzednicy muzykę często jeszcze traktował jak rozrywkę, a zarazem element społecznego ceremoniału. Koncertu nie utożsamiał z nabożeństwem (jak to czyniono w Niemczech).
Pod koniec XIX wieku rewolucji w muzyce francuskiej dokonał Claude Debussy, któremu często daje się miano „ojca nowoczesnej muzyki”. Nawiązywał on francuskiej tradycji, w której ważna była barwa instrumentalna, ilustracyjność, subtelność wyrazu – główne cechy muzyki nazwanej impresjonistyczną.
W pierwszej połowie XX wieku Paryż, który był uważany nadal za centrum europejskiej kultury, skupiał wielu artystów. Byli tu Francuzi – jak Maurice Ravel lub Darius Milhaud i cudzoziemcy – jak Igor Strawinski, albo Arthur Honegger. Stąd upowszechnił się w Europie jazz. W latach międzywojennych rozwinął się tutaj neoklasycyzm, który w znacznym stopniu oddziaływał również na Polskę – poprzez Nadię Boulanger, u której studiowało wielu Polaków. Po wojnie najważniejszym kompozytorem był Olivier Messiaen oraz Pierre Boulez. W paryskim radiu powstała muzyka konkretna.
Obecnie Paryż nie jest już centrum światowej muzyki, lecz nadal stanowi bardzo ważny ośrodek. Przyczynia się do tego znakomita Opéra Bastille, a w muzyce awangardowej – założony w 1975 IRCAM (Institut de Recherche et Coordination Acoustique Musique), gdzie muzycy i naukowcy współpracują w poszukiwaniu nowych technik. Tam właśnie narodził się spektralizm.

## Sport
Dużą popularnością cieszy się piłka nożna. Francja zdobyła tytuł mistrza świata w piłce nożnej w 1998 i 2018 roku, mistrza Europy w 1984 i 2000 roku oraz wicemistrza w 2016. Często uprawianym sportem jest także rugby union i kolarstwo. Dobrze rozwinięte są tradycje hippiczne. Francja posiada 247 hipodromy, tzn. więcej niż we wszystkich pozostałych krajach UE razem wziętych. Rocznie organizuje się na nich 16 500 wyścigów.
Francja była gospodarzem Mistrzostw Europy w Piłce Nożnej 2016. We Francji popularna jest także piłka ręczna. Francuzi są mistrzami olimpijskimi z Pekinu i Londynu, mistrzami świata (1995, 2001, 2009, 2011, 2015) i mistrzami Europy (2006, 2010).
Silna jest także reprezentacja Francji w koszykówce kobiet, m.in. olimpijskie srebro w Londynie.
Francuzi wiodą także prym w sportach zimowych, m.in. Jason Lamy Chappuis w kombinacji norweskiej czy Martin Fourcade, Alexis Bœuf, Marie Habert, Marie-Laure Brunet, Quentin Fillon Maillet, Fabien Claude, Anaïs Chevalier-Bouchet w biathlonie, Alexis Pinturault, Tessa Worley w narciartwie alpejskim, Perrine Laffont, Ophélie David w narciarstwie dowolnym. Osiągają sukcesy w snowboardingu.